# Großfürstentum Finnland

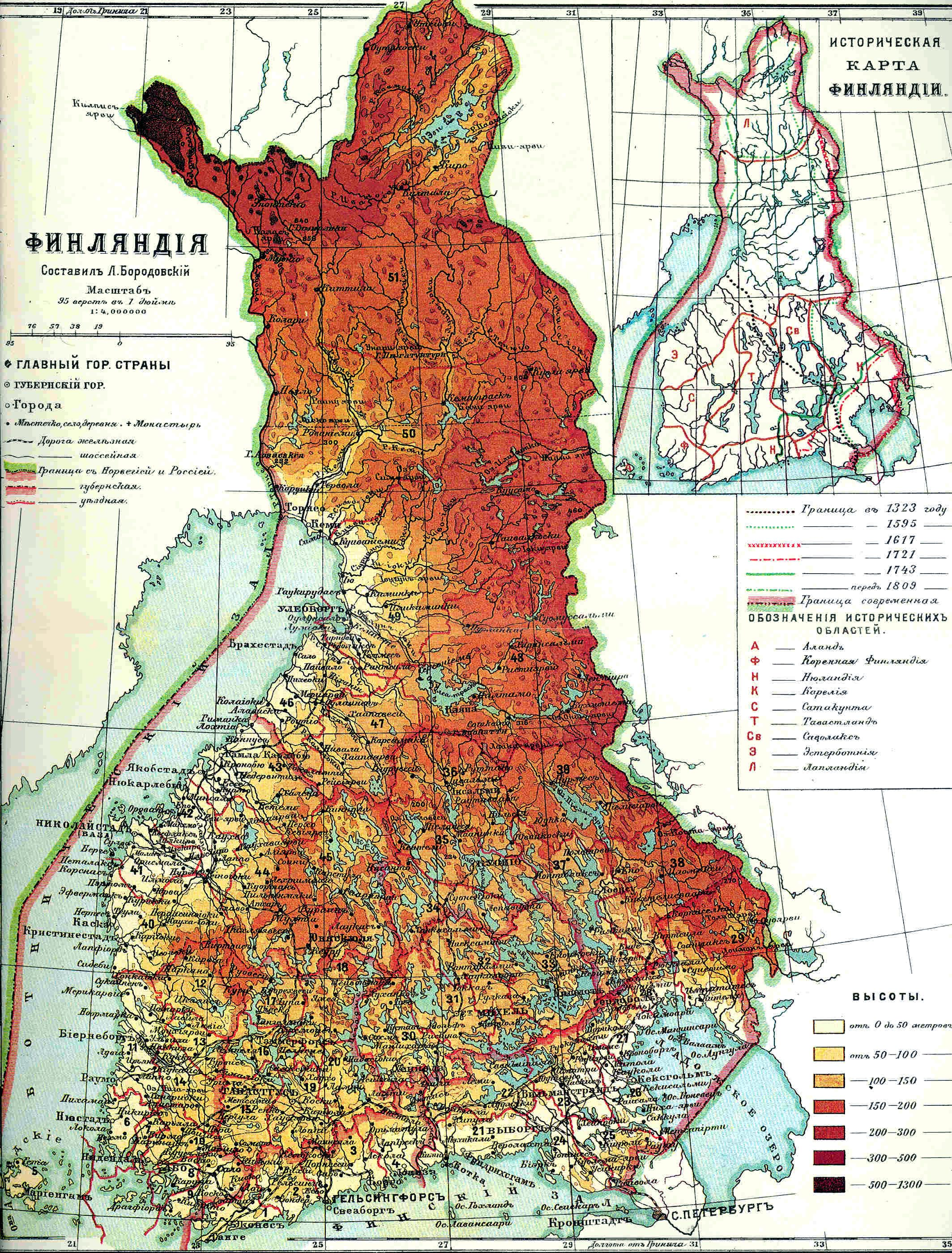
Karte des Großfürstentums Finnland aus dem Jahr 1900.

Das Großfürstentum Finnland (finnisch Suomen suuriruhtinaskunta, schwedisch Storfurstendömet Finland, russisch Великое княжество Финляндское Welikoje knjaschestwo Finljandskoje) war von 1809 bis 1917 ein mit einer weitgehenden inneren Autonomie ausgestatteter Teil des Russischen Reiches. Es entstand, nachdem das seit Jahrhunderten zu Schweden gehörende Finnland infolge mehrerer russisch-schwedischer Kriege an Russland abgetreten worden war, und endete im Zusammenhang mit den Russischen Revolutionen in der Unabhängigkeit Finnlands.
Grundlage der autonomen Verfassung Finnlands war der 1809 in Porvoo abgehaltene Landtag, bei welchem Zar Alexander I. den finnischen Ständen die Fortgeltung der hergebrachten Gesetze und Verfassung zusicherte. Während damit im Wesentlichen die gustavianische Verfassung Schwedens von 1772 und 1789 fortgalt, wurden die Einzelheiten und der Umfang der Autonomie während der gesamten Existenz des Großfürstentums nicht gesetzlich festgelegt. In der zweiten Hälfte der Periode geriet die finnische Auffassung von einer verfassungsmäßig garantierten Autonomie zunehmend in Konflikt mit dem in Russland aufkommenden Nationalismus und damit zusammenhängenden Vereinheitlichungsbestrebungen.
Das öffentliche politische Leben Finnlands stand zunächst weitgehend still, da bis 1863 der finnische Reichstag nicht einberufen wurde. Ab diesem Jahr tagte der Vierständereichstag regelmäßig und es formten sich politische Bewegungen. Zu den zentralen Streitfragen der Zeit gehörte die Frage des Verhältnisses der hergebrachten schwedischen Amtssprache zum Finnischen, eine Frage, die wegen der Bevölkerungsstruktur zugleich sozialpolitische Dimensionen hatte. Die revolutionären Ereignisse des Jahres 1905 führten zu einer Parlamentsreform, die das allgemeine Wahlrecht zu einem Einkammerparlament mit sich brachte. Moderne politische Parteien bildeten sich. Die politische Arbeit des Parlaments wurde aber durch den nunmehr voll entflammten Verfassungsstreit entscheidend behindert.

## Entstehung

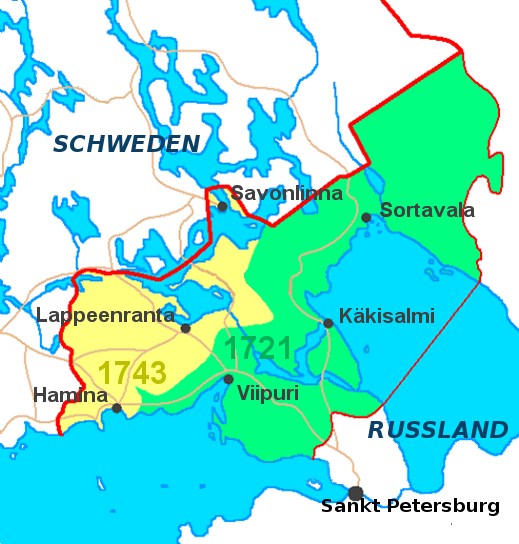
Die in den Jahren 1721 und 1743 von Schweden an Russland abgetretenen Gebiete wurden 1812 als das sogenannte Altfinnland an das neu entstandene Großfürstentum Finnland angegliedert.

Das seit Jahrhunderten zu Schweden gehörende Finnland musste infolge mehrerer russisch-schwedischer Kriege 1809 an Russland abgetreten werden. Zar Alexander I. bildete aus den erworbenen Gebieten ein Großfürstentum, dem auf dem Landtag zu Porvoo durch den Throneid Alexanders eine weitgehende Autonomie zugestanden wurde.

### Ablösung Finnlands von Schweden
Das Gebiet des heutigen Finnland war seit dem Mittelalter integraler Bestandteil Schwedens und gehörte während dessen Großmachtperiode im 17. Jahrhundert zum Kernland des Reiches. Während des 18. Jahrhunderts schwand die Machtstellung Schwedens, besonders im Großen Nordischen Krieg, in dessen Zuge Finnland 1714 bis 1721 russisch besetzt wurde. Nach Abschluss des Friedens von Nystad endete die Besetzung Finnlands, Schweden musste neben seinen baltischen Gebieten aber auch die zu Finnland zählenden Gebiete um Viipuri und Käkisalmi an Russland abtreten. In einem weiteren russisch-schwedischen Krieg, dem so genannten Krieg der Hüte 1741 bis 1743, wurde Finnland erneut besetzt, und im anschließenden Frieden von Åbo wurde die Grenze zwischen Schweden und Russland bis an den Fluss Kymijoki vorgeschoben.
Im Zuge der napoleonischen Koalitionskriege verbündete sich Russland unter Zar Alexander I. am 7. Juli 1807 im Frieden von Tilsit mit Frankreich gegen Großbritannien und das mit diesem verbündete Schweden. Am 21. Februar 1808 griff Russland Schweden an und begann damit den Finnischen Krieg, der schnell zu einer erneuten Besetzung Finnlands führte. Am 17. September 1809 schlossen die beiden Mächte den Vertrag von Fredrikshamn, mit welchem Schweden weite Gebiete an Russland abtrat. Zu diesen Gebieten gehörten neben dem damals die heutige Südhälfte Finnlands umfassenden Kernfinnland auch die Ålandinseln sowie Teile von Lappland und Västerbotten.

### Bildung des Großfürstentums
Bereits nach der Besetzung Finnlands im März 1808 hatte Zar Alexander den Regierungen Europas verkündet, dass Finnland für immer an das russische Reich angeschlossen worden sei. Wegen des fortdauernden militärischen Widerstandes und der Gefahr eines Guerillakrieges strebte Alexander nach einer Beruhigung der Lage in Finnland. In einem Manifest vom 17. Juni 1808 bekräftigte er den Anschluss Finnlands an Russland, versprach aber, die alten Gesetze des Landes und die Vorrechte der Stände aufrechtzuerhalten. Zugleich befahl er die Bildung einer Abordnung der Stände Finnlands zum Zwecke der Verhandlung des zukünftigen Status Finnlands. Die Abordnung unter der Führung von Freiherr Carl Erik Mannerheim reiste im November 1808 nach Sankt Petersburg, vertrat aber den Standpunkt, die Stände Finnlands nicht wirksam vertreten zu können. In der Folge entschloss sich der Zar, die Stände unter Befolgung der unter dem alten schwedischen Gesetz geltenden Prozeduren zu einem Landtag einzuberufen.

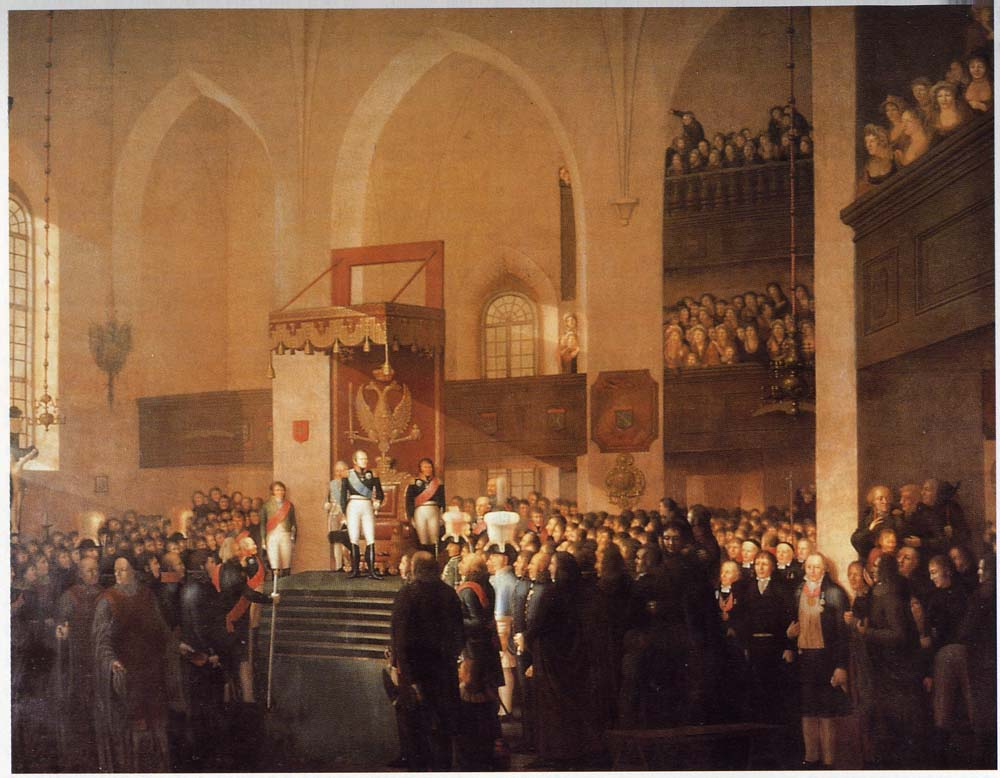
Die Eröffnung des Landtages zu Porvoo durch Zar Alexander I. in der zeitgenössischen Darstellung durch Emanuel Thelning

Die Ständeversammlung trat am 25. März 1809 in Porvoo zusammen, noch bevor der Finnische Krieg durch den Frieden von Fredrikshamn beendet wurde. Nach Ankunft Alexanders wurde der Landtag am 28. März feierlich eröffnet, und am folgenden Tag gab der Zar einen Throneid ab, der in der Folge als identitätsstiftend für das neu entstandene staatsrechtliche Gebilde angesehen wurde:

„Wir geben bekannt: Dass nachdem WIR durch Seine Höchste Fügung das Große Fürsten-Land Finnland unter unsere Regierung genommen haben, wollen WIR hiermit bekräftigen und festlegen die im Land herrschende Christliche Lehre und Grundgesetze wie auch diejenigen Freiheiten und Rechte, welche jeder Stand im genannten Großen Fürsten-Land im Besonderen, und alle seine Bewohner gemeinsam, Edle wie auch Untere, bis heute nach der Verfassung genossen haben: WIR versprechen auch, alle diese Vorteile und Verordnungen stark und unerschütterlich in ihrer vollen Kraft zu erhalten.“

Anschließend leisteten die Vertreter der Stände nacheinander den Treueeid an den Zaren. Die Stände tagten in der Folge noch mehrere Monate, welche sie zur Anpassung der Verwaltungsstruktur an den neuen Status Finnlands nutzten. Am 19. Juli 1809 wurde der Landtag mit einer Festrede Alexanders geschlossen.
Die abgetretenen Gebiete bildeten so gemeinsam das neu entstandene Großfürstentum Finnland. Die finnischen Gebiete, die Schweden bereits 1721 und 1743 an Russland verloren hatte und für die sich inzwischen die Bezeichnung Altfinnland eingebürgert hatte, wurden durch kaiserliche Verfügung mit Wirkung vom Anfang 1812 an das Großfürstentum angeschlossen. Seine so entstandenen Grenzen behielt Finnland bis zu seiner Unabhängigkeit im Jahr 1917.

## Verfassung und Verwaltung

Das offizielle Wappen des Großfürstentums verband den zweiköpfigen Adler des Russischen Reiches mit dem aus schwedischer Zeit übernommenen Löwensymbol.

Als Resultat der Ereignisse von Porvoo blieben die bisherigen schwedischen Gesetze ebenso wie die schwedische Verfassung im Gebiet des Großfürstentums Finnland in Kraft. Die Verfassung bestand in erster Linie aus der gustavianischen Verfassung von 1772, ergänzt durch die 1789 durch den sogenannten Vereinigungs- und Sicherheitsbrief gemachten Änderungen.

### Der Zar als Großfürst
Der russische Zar war als Großfürst von Finnland zugleich das Staatsoberhaupt des autonomen Großfürstentums. Als der neue Zar Nikolaus I. 1825 den Thron bestieg, erkannte er trotz seiner grundsätzlich autokratischen Einstellung den Sonderstatus Finnlands an und leistete den gleichen Throneid wie sein Vorgänger, was zur Tradition für alle seine Nachfolger werden sollte.
Am Hof in Sankt Petersburg wurde eine eigene Behörde für die Vorbereitung der Finnland betreffenden Entscheidungen, der aus finnischen Staatsbürgern bestehende Ausschuss für finnische Angelegenheiten, gebildet. Der Ausschuss wurde 1826 aufgelöst und seine Aufgaben dem Staatssekretär, ab 1834 Ministerstaatssekretär für finnische Angelegenheiten übertragen, die ebenfalls finnische Staatsbürger waren. Unter Alexander II., dessen Regierung ab 1855 erhebliche Bewegung in das finnische Verfassungsleben brachte, wurde der Ausschuss für finnische Angelegenheiten wiederbelebt.
Als Vertreter der Reichsregierung in Finnland diente der Generalgouverneur, der in der Regel Russe war. Zu den Generalgouverneuren gehörten solche, die in Helsinki wohnten und ihr Amt in Finnland als ihre Hauptaufgabe verstanden, wie der 1866 bis 1881 im Amt gewesene Nikolai Adlerberg, aber auch solche, die eine zentrale Rolle im Gesamtreich spielten und für die Finnland eher ein Nebenschauplatz war, wie der Flottenadmiral Alexander Sergejewitsch Menschikow 1831 bis 1855.

### Senat
Bereits im November 1808 fasste Alexander I. die Grundsatzentscheidung, für Finnland ein gesondertes oberstes Verwaltungsorgan zu schaffen, welches dem schwedischen Reichsrat entsprach. Die Geschäftsordnung für das zunächst Verwaltungskonzil, ab 1816 dann Senat genannte Gremium wurde von einer Kommission unter der Leitung von Bischof Jacob Tengström erarbeitet und dabei wesentlich von dem Rechtswissenschaftler Matthias Calonius geprägt. Die in Porvoo versammelten Stände fügten der Geschäftsordnung noch den wesentlichen Punkt hinzu, dass die Mitglieder des Senats aus Finnland kommen mussten.

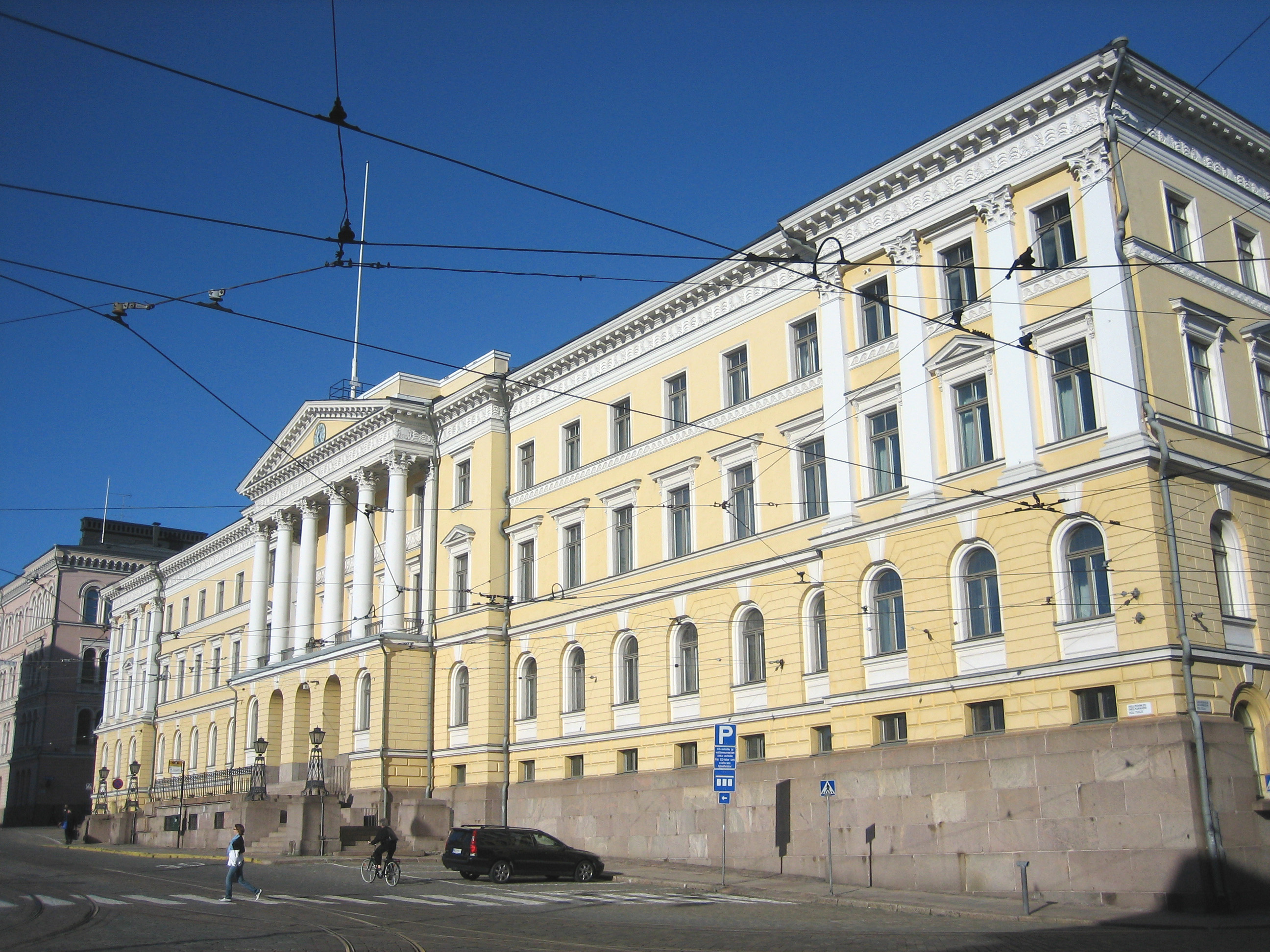
Das Senatsgebäude (heute Regierungsgebäude) am Senatsplatz in Helsinki war ab 1822 der Amtssitz des Senats von Finnland.

Der Senat bestand aus zwei Abteilungen, der Wirtschafts- und der Rechtsabteilung. Die Rechtsabteilung fungierte als oberstes Gericht des Landes, während die Wirtschaftsabteilung als oberstes Verwaltungsorgan die Regierung Finnlands darstellte. Der Vorsitz im Senat wurde formal vom Generalgouverneur geführt. An den Verhandlungen des Senats nahm er aber in der Regel nicht teil. Stattdessen wurde der Vorsitz zunächst vom höchstrangigen Mitglied der jeweiligen Abteilung geführt, bis 1822 für beide Abteilungen jeweils ein stellvertretender Vorsitzender bestimmt wurde. Der stellvertretende Vorsitzende der Wirtschaftsabteilung stellte damit faktisch den Regierungschef Finnlands dar. Der Senat nahm einen Teil der Rechte des Monarchen in Finnland wahr; seine Mitglieder wurden daher direkt durch den Zaren bestimmt. Die Amtszeit der Senatoren betrug drei Jahre. Nach der Geschäftsordnung sollten die Mitglieder zur Hälfte Adelige und zur anderen Hälfte Nichtadelige sein.
Der Amtssitz des Senats war zunächst Turku, das damit die erste Hauptstadt des autonomen Großfürstentums war. Bereits am 12. April 1812 fasste Alexander I. jedoch den Beschluss, die Hauptstadt nach Helsinki zu verlegen. Während Turku die alte Verbindung Finnlands mit Schweden symbolisierte, wollte der Zar eine neue Hauptstadt als Zeichen der Verbundenheit mit Russland gründen. Helsinki bot sich nicht nur wegen der Lage in Verbindung mit der wichtigen Festung Sveaborg an, sondern auch deshalb, weil es 1808 fast völlig abgebrannt war und ohnehin neu errichtet werden musste. Nach umfangreichen Neuaufbauarbeiten unter Leitung des Architekten Carl Ludvig Engel zog der Senat 1822 in das neue Senatsgebäude in Helsinki ein.
Im Zusammenhang mit dem Senat wurde auch das Amt des Prokurators geschaffen, dessen erster Amtsinhaber Calonius wurde. Zentrale Aufgabe des Prokurators war die Überwachung der Gesetzmäßigkeit der Tätigkeit des Senats; er wurde aber auch zum obersten Aufsichtsorgan für die Rechtspflege. Das Amt des Prokurators besteht im unabhängigen Finnland bis heute unter der Bezeichnung des Justizkanzlers fort.

### Reichstag und Parlament

#### Der Vierkammerreichstag als schwedisches Erbe
Der Reichstag war in Schweden die regelmäßig einberufene Vertretung der Stände. Bis zur Ablösung von Schweden waren Abgeordnete aus dem Gebiet Finnlands im Reichstag in gleicher Weise vertreten wie die anderen Kerngebiete des Reiches. Im Großfürstentum setzte sich die Institution beschränkt auf das Gebiet Finnlands fort.

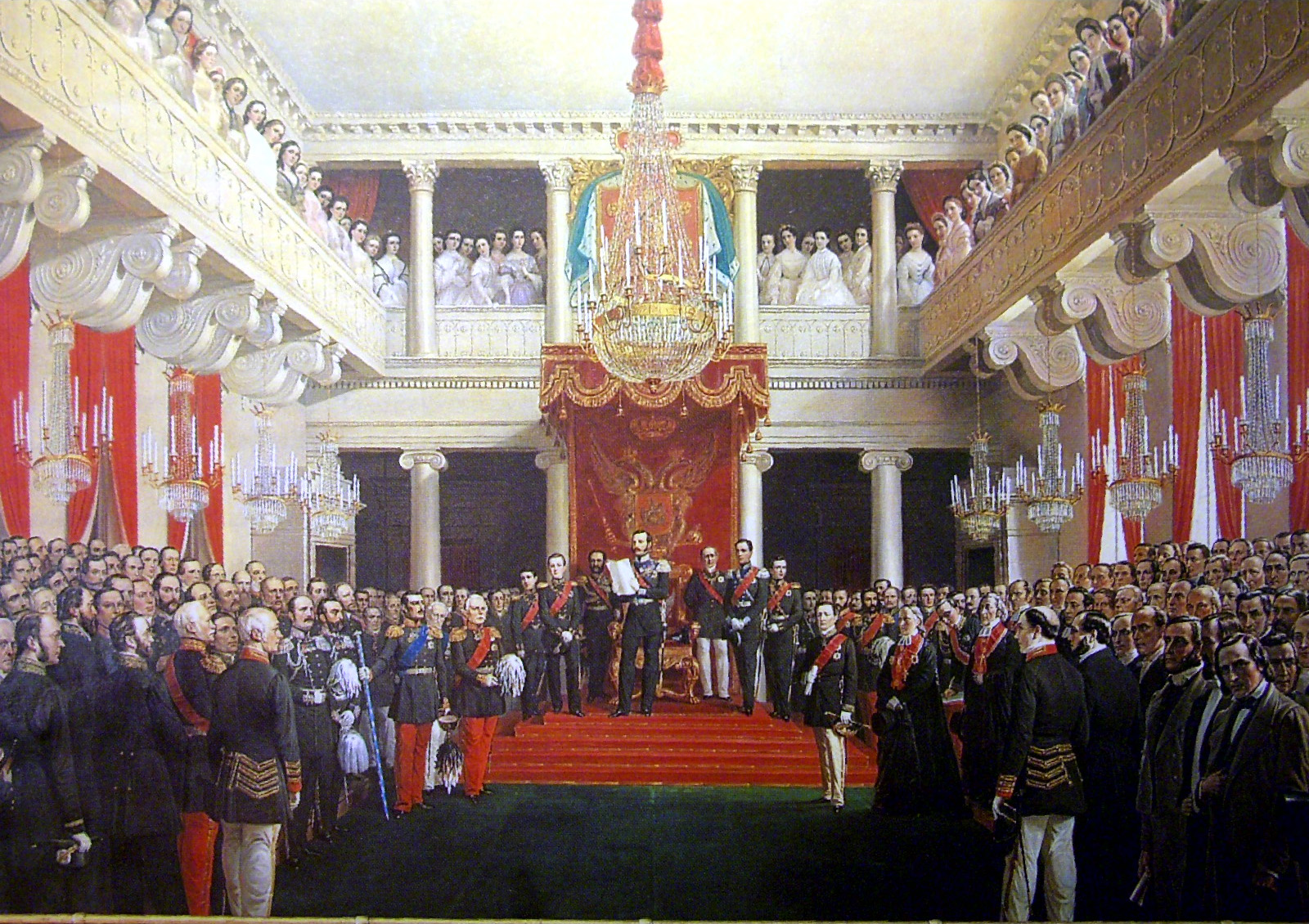
Die Eröffnung des Reichstages 1863 durch Alexander II. in Helsinki, hier in einem Gemälde von R. W. Ekman

Nach der gustavianischen Verfassung war die Zustimmung des Reichstages für den Erlass oder die Änderung von Gesetzen erforderlich, wenn dem Reichstag auch kein Initiativrecht zustand. Dem König stand jedoch das Recht zu, Fragen der Verwaltung und der Wirtschaft ohne Beteiligung der Stände im Verordnungswege zu regeln. Der Umfang dieser Befugnis blieb in der Verfassung undeutlich, und diese Bestimmung konnte vom König wie sodann vom Zaren in weitem Umfang zur Umgehung der Beteiligung der Ständevertretung herangezogen werden.
Es stand im Ermessen des Monarchen, den Reichstag einzuberufen. Nach dem Reichstag von Porvoo 1809 (der zeitgenössisch noch Landtag genannt wurde) verzichteten sowohl Alexander I. als auch sein Nachfolger Nikolaus I. während ihrer gesamten Regierungszeit auf eine Einberufung. Erst Alexander II. sah die Beteiligung der Stände bei der Durchführung der vielen wirtschaftlichen Reformen als notwendig an und berief sie 1863 wieder ein. Dies löste in Finnland große Begeisterung aus und trug Alexander die Verehrung weiter finnischer Kreise ein.

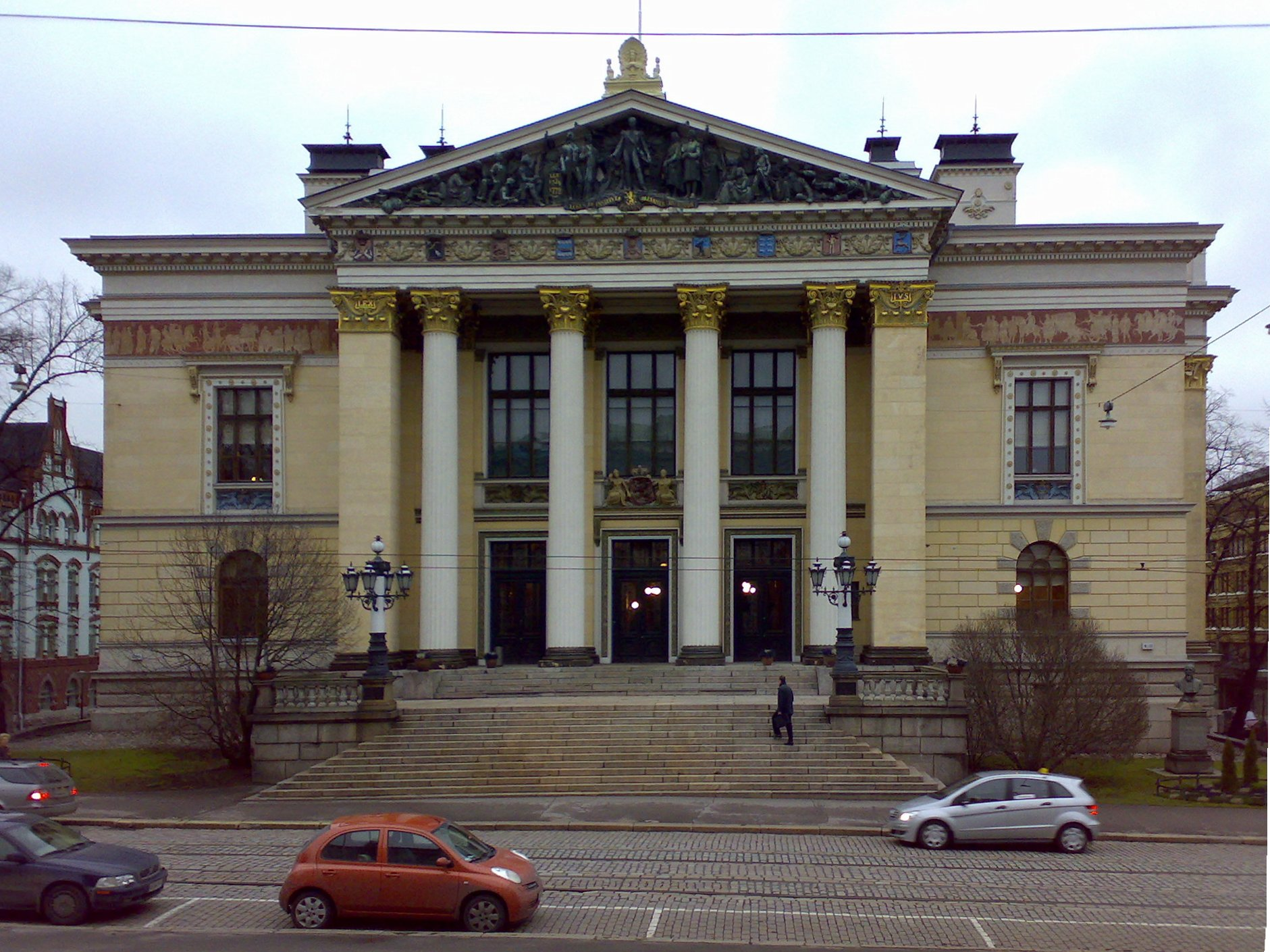
Das 1891 errichtete Ständehaus in Helsinki diente bis zur Parlamentsreform 1906 als Tagungsort der nichtadeligen Stände.

Alexander setzte zwei Ausschüsse ein, welche die finnischen Grundgesetze auf der Grundlage der gustavianischen Verfassung zusammenstellen und den Verwaltungsapparat neu organisieren sollten. Eine Verwirklichung der Vorhaben hätte unter anderem den Ständen ein gesetzgeberisches Initiativrecht eingeräumt und die Rolle des Senats verselbständigt. Die groß angelegte Reform fiel jedoch letztlich der allgemeinen Anspannung der innenpolitischen Situation in Russland zum Opfer, insbesondere infolge des polnischen Januaraufstandes 1863 sowie des versuchten Attentats auf den Zaren 1866. Verwirklicht wurde lediglich die Reichstagsordnung, welche die Einberufung der Stände im Abstand von fünf Jahren vorschrieb. Erst 1882 gestand Alexander III. dem Reichstag auch das Initiativrecht zu und verkürzte den Abstand zwischen den Reichstagen auf drei Jahre.
Die Zusammensetzung des Reichstages ging auf die Reichstagsordnung von 1617 zurück. Die vier Stände tagten und entschieden getrennt voneinander; Entscheidungen erforderten die Zustimmung von drei Ständen. Der Adel wurde durch die Familienoberhäupter aller adeligen Familien Finnlands vertreten. Der Monarch konnte durch Erhebung von Familien in den Adelsstand auf die Zusammensetzung dieses Standes Einfluss nehmen. Zu den Vertretern des Klerus gehörten die Bischöfe sowie weitere, von den evangelischen Pfarrern gewählte Vertreter, ab 1869 auch Vertreter der Universität und des Schulwesens. Die Vertreter des Bürgertums wählten die Bürger der Städte in einem nach Einkommen und Vermögen gestaffelten Wahlrecht. Im vierten Stand, dem Stand der Bauern, war das Wahlrecht an den Grundbesitz geknüpft. Im Jahr 1890 waren auf diese Weise rund 30 Prozent der Bevölkerung im Reichstag repräsentiert.
Bereits zum Zeitpunkt der Wiederbelebung des Reichstagswesens in den Sechzigerjahren wurde das ständische Vertretungssystem als veraltet empfunden und dessen Reform diskutiert. Während des Reichstages 1885 scheiterten konkrete Vorschläge zu einer Erweiterung des Kreises der Stimmberechtigten insbesondere im Bürgerstand am Widerstand des Adels und der konservativen Bürger, die eine entscheidende Gewichtsverschiebung der Kräfteverhältnisse zugunsten der finnischsprachigen Mehrheit befürchteten. Die Stimmrechtsfrage wurde auf ähnliche Weise mehrfach aufgeschoben, bis die Forderung nach einem allgemeinen und gleichen Wahlrecht am Anfang des neuen Jahrhunderts zu einer zentralen Forderung der aufkommenden Arbeiterbewegung wurde.

#### Revolutionäre Unruhen führen zur Parlamentsreform

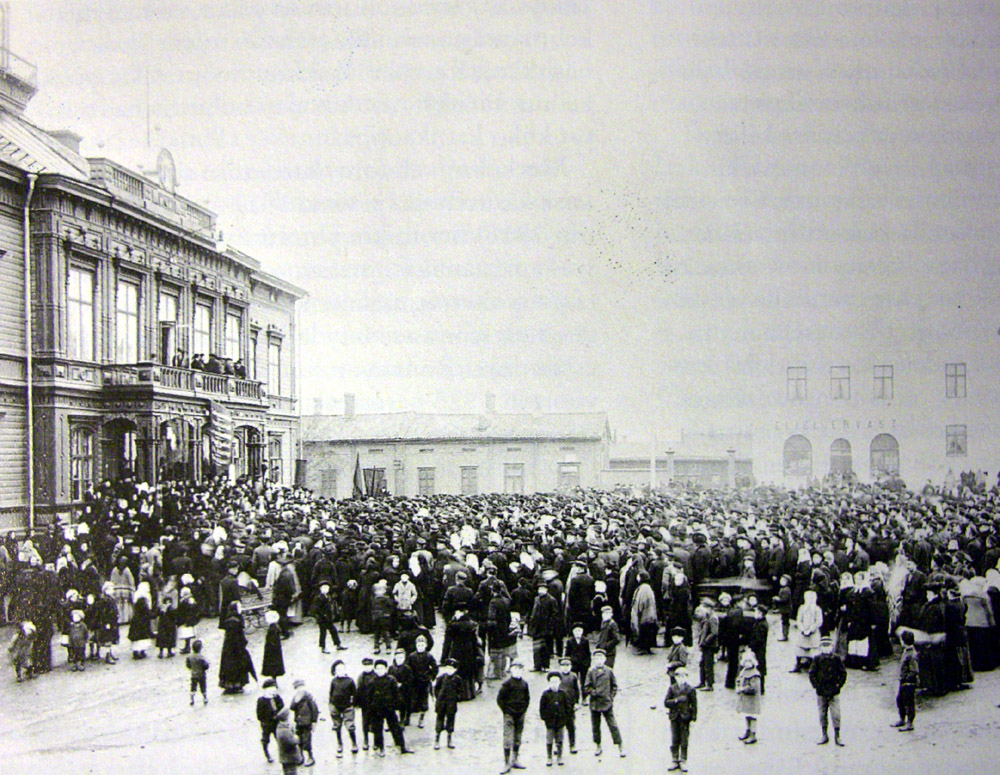
Das Jahr 1905 war von Demonstrationen und Unruhen durchzogen. Hier eine Demonstration vor dem Rathaus in Jakobstad im Herbst 1905.

Während der Achtzigerjahre des 19. Jahrhunderts wurden in Finnland die ersten Arbeitervereine gegründet, die während des folgenden Jahrzehnts zu verstärkter Zusammenarbeit fanden. Die 1899 als Arbeiterpartei Finnlands gegründete und 1903 in Sozialdemokratische Partei Finnlands umbenannte Partei machte die Frage des allgemeinen Wahlrechts zu ihrer zentralen Forderung. Als im April 1905 der Reichstag erneut über die Stimmrechtsfrage beriet, versammelten sich etwa 35.000 Demonstranten, hauptsächlich Arbeiter, auf dem Senatsplatz, aber die Reform wurde erneut abgelehnt.
Im Fahrwasser der Russischen Revolution beschloss die Arbeiterschaft am 29. Oktober 1905 einen Generalstreik, dem sich bald studentische Kreise anschlossen. Der von konservativen Kreisen wegen der schwelenden Verfassungskrise mit Wohlwollen betrachtete Streik wurde fast vollständig befolgt. Auf Vermittlung des führenden liberalen Politikers Leo Mechelin erließ Zar Nikolaus II. schließlich ein Manifest, das unter anderem eine neue Reichstagsordnung und allgemeines und gleiches Wahlrecht versprach.

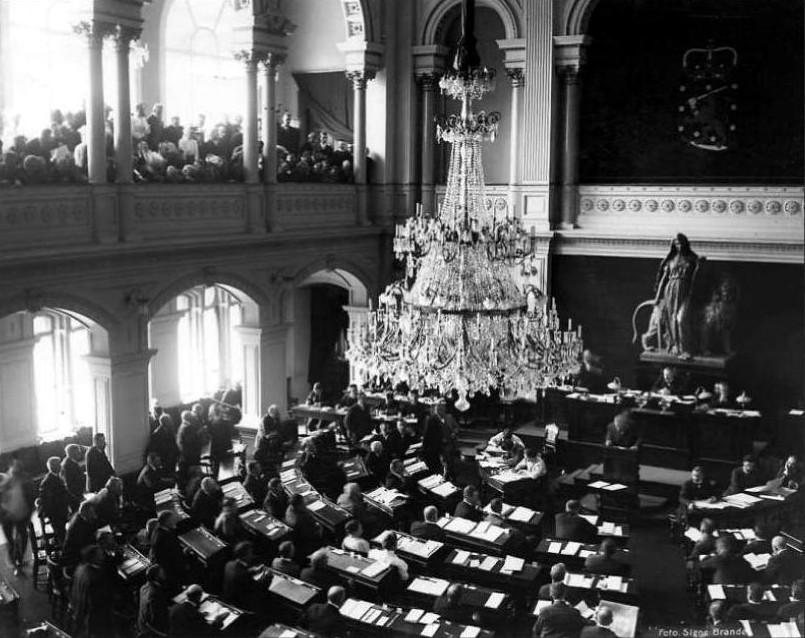
Die erste Sitzung des neuen Einkammerparlaments am 22. Mai 1907 im Gebäude der Freiwilligen Feuerwehr

Ende 1905 wurde zum letzten Mal der Vierständereichstag gewählt, der nach Vorlage des Vorschlags zur neuen Reichstagsordnung durch den von Mechelin geleiteten Senat diese am 29. Mai 1906 verabschiedete. Der Zar ratifizierte sie am 20. Juli. Das neue Parlament Finnlands bestand nur noch aus einer Kammer mit 200 Mitgliedern, die in den verschiedenen Wahlbezirken des Landes nach dem allgemeinen und gleichen Wahlrecht durch alle mindestens 24-jährigen Finnen gewählt wurden. Erstmals in Europa wurde auch Frauen das Wahlrecht eingeräumt. Die Sitze im Parlament wurden nach dem Verhältniswahlrecht im D’Hondt-Verfahren vergeben. Anders als der alte Reichstag würde das neue Parlament fortlaufend tagen und auf drei Jahre gewählt werden.
Das Parlament bekam durch die neue Reichstagsordnung die Form, die es in seinen wesentlichen Zügen bis heute hat. Das Verhältnis der Kompetenzen des Reichstags zu denen des Monarchen blieb dagegen unverändert: Gesetze konnten nicht ohne Ratifikation durch den Zaren erlassen werden, und der Senat war nicht vom Vertrauen des Parlaments abhängig. Die Möglichkeit des Zaren, Regelungen im Verordnungswege zu treffen, wurde ebenfalls nicht angetastet. In diesen Fragen blieb die Verfassung von 1772 und 1789 in Kraft.

### Administrative Einteilung
Aus dem Königreich Schweden wurden die Läne (finn. Lääni) übernommen, die an das russische System der Gouvernements angepasst wurden. An der Spitze der Verwaltung stand ein Gouverneur, der vom Generalgouverneur beaufsichtigt wurde. Nach einer Reform 1831, durch die einige Lääni neu geschaffen oder umbenannt wurden, blieben sie unverändert bis weit in die Zeit der Unabhängigkeit – manche sogar bis 1997. Die Lääni des Großfürstentums Finnland waren seit 1831 folgende:
- Häme (schwedisch Tavastehus, russisch Тавастгуская губерния), Hauptstadt Hämeenlinna
- Kuopio, (russisch Куопиоская губерния), Hauptstadt Kuopio
- Mikkeli (schwedisch St. Michel, russisch Санкт-Михельская губерния), Hauptstadt Mikkeli
- Oulu (schwedisch Uleåborg, russisch Улеаборгская губерния), Hauptstadt Oulu
- Turku und Pori (Turku ja Pori, schwedisch Åbo och Björneborg, russisch Або-Бьёрнеборгская губерния), Hauptstadt Turku
- Uusimaa (schwedisch Nyland, russisch Ниеланская губерния), Hauptstadt Helsinki
- Vaasa (schwedisch Vasa, russisch Вазаская губерния), Hauptstadt Vaasa (zu dieser Zeit Nikolainkaupunki/Николайстад)
- Wiborg (schwedisch Viborg, russisch Выборгская губерния), Hauptstadt Viipuri

Die gleichfalls aus der schwedischen Zeit hergebrachte Kommunalverwaltung herrschte im Großfürstentum zunächst unverändert weiter. In den Landgemeinden war die Gemeindeversammlung das oberste Organ, das aber selten zusammengerufen wurde. Dagegen wurden die meisten Entscheidungen von den Kirchenräten getroffen, die eine Art Gemeinderat bildeten. Eine Trennung der politischen Gemeindeverwaltung von der Kirchenverwaltung fand nicht statt. Zu den gemeindlichen Aufgaben zählten neben der gemeindlichen Infrastruktur insbesondere auch die Armenpflege. Die Gerichtsbarkeit wurde auf dem Lande von verdienten Bauern als Schöffengerichte ausgeübt. 1865 wurde die Verwaltung der Landgemeinden von der Kirchenverwaltung getrennt und die politische Gemeinde als weltliche Selbstverwaltungseinheit eingeführt. Die Grundstrukturen der Verwaltung blieben ansonsten aber weitgehend unverändert. Die Verwaltung der Städte lag in der Hand der von den Bürgern gewählten Magistrate, die auch als Gerichte fungierten. Ab 1873 wurde in Städten mit mehr als 2000 Einwohnern ein gewählter Gemeinderat eingeführt und die Magistrate in Behörden umgewandelt.
Gemeinsam war der Verwaltung der Landgemeinden wie der Städte, dass die nichtbesitzende Bevölkerung keinen Einfluss auf die Beschlussfassungen hatte. Das Stimmrecht war von der Zahlung von Steuern abhängig und gestaffelt. Das selektive Stimmrecht blieb bis zur Unabhängigkeit Finnlands in Kraft und wurde auch dann nicht wesentlich reformiert, als es am Anfang des 20. Jahrhunderts zu einer der Hauptquellen politischer Spannung wurde.

## Politische Strömungen und Parteien

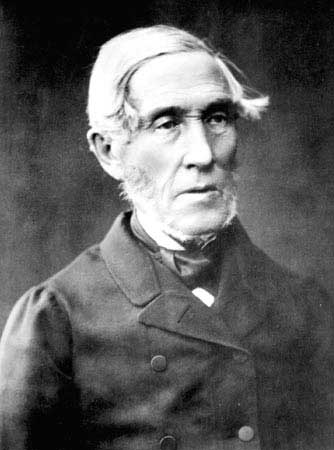
Johan Vilhelm Snellman war der geistige Vater der fennomanischen Bewegung, aus der die Finnische Partei hervorging.

Das politische Leben Finnlands zwischen 1809 und 1917 war im Wesentlichen durch drei Perioden gekennzeichnet. Während der reichstagsfreien Zeit bis 1863 stand der politische Diskurs weitgehend still und fand lediglich in den akademischen Kreisen der Universität statt. Die Zeit des ständischen Reichstags bis 1906 wurde durch sich formende politische Bewegungen und besonders durch den Antagonismus des Sprachenstreites bestimmt. Nach Einführung des allgemeinen Wahlrechts bildeten sich moderne Parteien und stiegen die Sozialdemokraten zur stärksten politischen Kraft auf.

### 1809 bis 1863
Da zwischen 1809 und 1863 der finnische Reichstag nicht einberufen wurde, fand ein politisches Leben im eigentlichen Sinne nicht statt. Die Regierung durch den Zaren und den Senat konzentrierte sich auf die Verwaltung. Notwendige Regelungen wurden auf dem Verordnungswege erlassen, wesentliche gesetzgeberische Maßnahmen, die der Mitwirkung des Reichstages bedurft hätten, unterblieben gänzlich. Der Beamtenapparat wurde zielgerichtet fortentwickelt, insbesondere durch die Zentralisierung der Beamtenausbildung an der Universität.
Die einzige Universität Finnlands, die bis 1828 in Turku bestand und nach dem Großbrand von Turku nach Helsinki verlegt wurde, entwickelte sich zum prägenden politischen Forum dieser Periode. Zu den Vorreitern der politischen Aktivitäten gehörte Adolf Ivar Arwidsson. Seine ab 1820 vehement vorgetragenen Forderungen nach der Herausbildung einer finnischen Staatsidentität und nach größeren bürgerlichen Freiheiten führten 1823 zu seiner Entlassung aus dem Amt des Dozenten. Arwidsson emigrierte nach Stockholm, wo sich im Laufe der Zeit eine Reihe von emigrierten, in der Regel äußerst russlandskeptisch eingestellten Finnen sammelte.
Zu den von Arwidsson beeinflussten Persönlichkeiten gehörte Johan Vilhelm Snellman, der ab den Vierzigerjahren zum Vordenker und zur Leitfigur der sogenannten fennomanischen Bewegung wurde. Zentrales Anliegen der Fennomanen war die Entwicklung der eigenen Sprache und Kultur Finnlands, damit sich die Finnen einen eigenen Platz in der Mitte der Völker erwerben könnten. Anders als Arwidsson richtete sich die Fennomanie aber nicht gegen Russland, sondern strebte nach Bewahrung der finnischen Eigenständigkeit im Kontext des Zarenreiches. So betrieben sie aktiv die Entwicklung des Finnischen zur Kultursprache und die Verbesserung der breiten Volksbildung.

### 1863 bis 1906

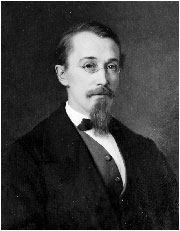
Yrjö Koskinen war der Führer der Finnischen Partei während deren Machtperiode am Ende des 19. Jahrhunderts.

Nach der Wiederbelebung des Reichstagswesens nahm die Politik Einzug in das allgemeine Gesellschaftsleben. Die Fennomaniebewegung wurde in den Sechzigerjahren von ihrer neuen Führungspersönlichkeit Yrjö Koskinen zu einer politischeren Bewegung geformt. Diese bald als Finnische Partei bezeichnete Bewegung hatte ihre Unterstützer in den fennoman gesinnten Akademikern sowie in weiten Teilen der finnischsprachigen Landbevölkerung. Sie stand für die Erhebung der finnischen Sprache zur Amtssprache, für die Durchführung von wirtschaftlichen und sozialen Reformen, aber auch für unbedingte Loyalität zum russischen Monarchen.
Als Gegenreaktion auf die Erstarkung der politischen Fennomanen bildete sich in den Siebzigerjahren aus den Verfechtern der Stellung der schwedischen Sprache ebenfalls eine politische Bewegung, die als Schwedische Partei bezeichnet wurde. Neben der Sprachenfrage neigte die Bewegung unter ihrem geistigen Führer Axel Olof Freudenthal zum gesellschaftlichen Konservatismus. Insbesondere unter dem Einfluss des Skandinavismus nahmen die sich auch als Svekomanen bezeichnenden Anhänger der Bewegung gegenüber Russland eine distanzierte bis feindselige Stellung ein. Im ständischen Reichstag beherrschte die Finnische Partei durchgehend den Bauernstand und den Klerus, während die Schweden die Mehrheit in Adel und Bürgertum hielten. Zahlreiche Vorstöße zu einer Erweiterung des Stimmrechts im Bürgertum scheiterten an der Sorge der Schwedischen Partei, dass die herrschende Machtbalance durch die Stimmberechtigung der finnischsprachigen Stadtbevölkerung kippen würde.

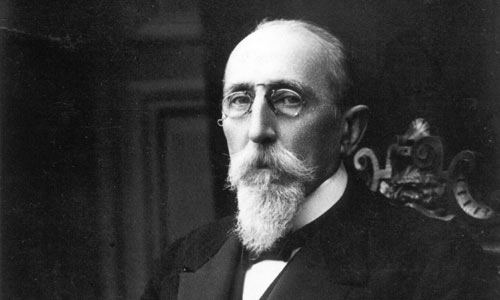
Leo Mechelin war Gründer der kurzlebigen Liberalen Partei und Führungspersönlichkeit des Verfassungskampfes.

Während die vorgenannten „Parteien“ politische Strömungen ohne feste Parteiorganisation waren, gründete sich 1880 als erste finnische politische Partei im modernen Sinne die Liberale Partei unter Führung von Leo Mechelin. Die ebenfalls von schwedischsprachigen Eliten getragene, aber in der Sprachfrage vermittelnde Partei konzentrierte sich auf Fragen der Wirtschaft und des Rechtsstaats. Die Partei zerrieb sich bald zwischen den Fronten des Sprachenstreites und zerstreute sich um 1885. Mechelin sollte jedoch im Verfassungsstreit um die Jahrhundertwende als Unabhängiger zum zentralen Protagonisten der Konstitutionalisten werden.
Seit Beginn der Regentschaft Alexanders III. wurde es Praxis des Zaren, den Senat mit politischen Personen unter Berücksichtigung der gesellschaftlichen Verhältnisse zu besetzen. So wurden die Fennomanen zu einer Art Regierungspartei, eine Stellung, welche sie bis 1905 innehatten. Während der Neunzigerjahre rührte sich jedoch unter radikaleren Fennomanen Kritik an der von Yrjö Koskinen vertretenen Loyalitätslinie und der den Kritikern zu konservativ gewordenen Gesellschaftspolitik. So spaltete sich 1894 von der Finnischen Partei die Jungfinnische Partei ab.

### 1906 bis 1917

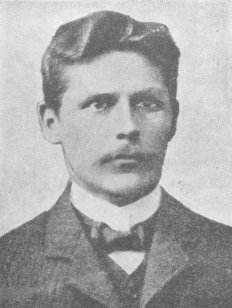
Als Abgeordneter 1907–1917 und als sozialdemokratischer Parteivorsitzender 1906–1909 vertrat Edvard Valpas eine radikale revolutionäre Linie.

Die Bildung des Einkammerparlaments und die Erweiterung des Stimmrechts auf die großen Volksmassen erforderte die Bildung von modernen, strukturierten politischen Parteien. Die Sozialdemokratische Partei hatte sich bereits 1899 formiert und bis 1905 bereits einen Organisationsgrad erreicht, der ihr eine zentrale Rolle in den revolutionären Ereignissen des Jahres ermöglichte und sie in den Stand setzte, einen effektiven Wahlkampf zu betreiben. Die (Alt-)Finnische Partei gab sich 1904 eine neue Struktur mit einer formellen Parteiführung und Regionalabteilungen. Die Jungfinnische Partei folgte 1905. Als gänzlich neue Partei wurde 1906 der Landbund gegründet, der in erster Linie die Interessen der selbständigen finnischsprachigen Bauern vertrat, und dessen prägende Persönlichkeit der von den Jungfinnen gewechselte Santeri Alkio war.
Die Schwedische Partei war mit einer radikalen Änderung ihrer Bedeutung konfrontiert. Während das alte Wahlsystem den schwedischsprachigen Eliten die Vormacht in zwei Ständen sicherstellte, war es vorauszusehen, dass man im neuen Parlament in die Minderheit geraten würde. Deshalb kam es im schwedischen Lager zu einer Neuorientierung. Im Mai 1906 wurde unter Führung von Axel Lille die Schwedische Volkspartei gegründet, die sich als Vertreter nicht nur der alten Eliten, sondern der schwedischsprachigen Finnen in allen Bevölkerungsschichten ansah.
Die ersten Wahlen zum neuen Parlament im März 1907 brachten den Sozialdemokraten – damals für alle Beobachter überraschend – 80 der 200 Mandate ein. Die Altfinnen erhielten 59, der Landbund 9 Sitze. Die konstitutionalistischen Parteien wurden von dem Wahlergebnis bitter enttäuscht: Die Jungfinnen erhielten 26, die Schwedische Volkspartei 24 Sitze.
In den folgenden Jahren wurde das Parlament in kurzen Abständen vom Zaren aufgelöst, nachdem sich das Parlament immer wieder gegen die Politik der russischen Regierung stellte. Während des Ersten Weltkrieges tagte das Parlament zwar nicht, es wurden aber 1916 dennoch Wahlen abgehalten.
Die Sozialdemokraten waren während dieser Zeit programmatisch zerstritten. Während der 1909–1911 und 1913–1917 den Parteivorsitz innehabende Matti Paasivuori die reformerische Zusammenarbeit mit den Bürgerlichen suchte, vertraten die Vorsitzenden von 1906 bis 1909 und von 1911 bis 1913, Edvard Valpas und Otto Ville Kuusinen, eine revolutionär-klassenkämpferische Linie. Dennoch konnten die Sozialisten in den Wahlen stetig zulegen. 1916 erzielten sie mit einem Stimmenanteil von 47,29 % eine absolute Mehrheit von 103 Sitzen. Der Landbund konnte seine Bedeutung ebenfalls stetig steigern und kam 1916 bereits auf 19 Mandate. Dagegen schwand die Unterstützung für die Finnische Partei drastisch, sie kam 1916 nur noch auf 33 Sitze.

## Autonomie und Verfassungsstreit
Die Grundlagen der Autonomie Finnlands wurden während der gesamten Existenz des Großfürstentums nicht gesetzlich festgelegt. Die Ansichten über die Natur der Autonomie hingen weitgehend von der Interpretation der Geschehnisse der Jahre 1808 und 1809 ab. Ab den Achtzigerjahren des 19. Jahrhunderts geriet die finnische Auffassung von einer konstitutionellen Autonomie zunehmend in Konflikt mit dem russischen Nationalismus. Bemühungen der russischen Regierung zur Annäherung Finnlands an das Reich führten ab der Jahrhundertwende zu erbittertem Widerstand auf finnischer Seite.

### Verfassungsrechtliche Natur Finnlands

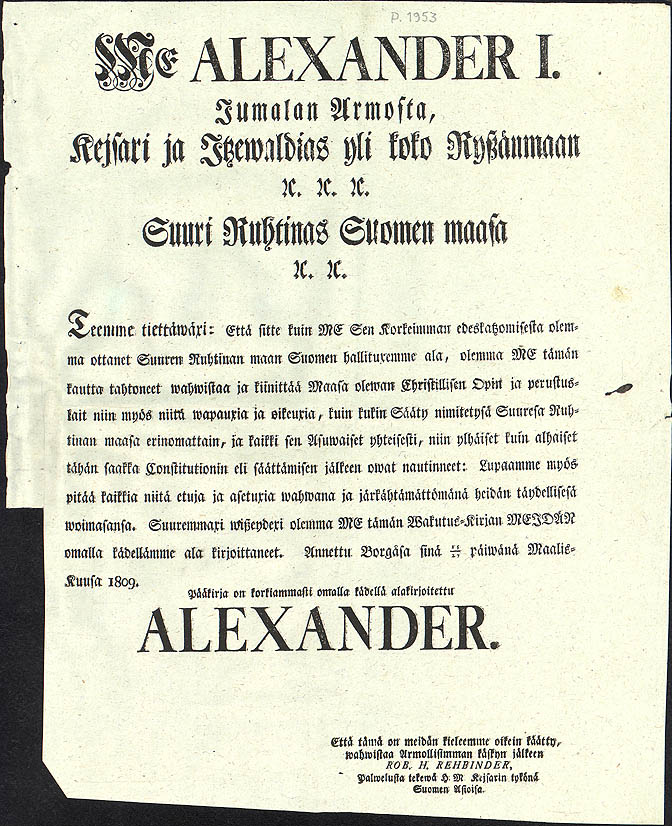
Der Throneid Alexanders I. in seiner finnischsprachigen Bekanntmachung

Die Ergebnisse des Landtags von Porvoo führten dazu, dass Finnland eine weitgehende Autonomie gegenüber dem Zarenreich erhielt und dass das Rechtssystem des Landes in weiten Teilen vom russischen Recht unabhängig blieb. Die genaue staatsrechtliche Einordnung des entstandenen Großfürstentums blieb allerdings offen. In seiner Rede zum Abschluss des Landtages hatte Alexander erklärt, Finnland sei nun in den Kreis der Nationen erhoben worden. Diese Erklärung ist auf finnischer Seite sowohl während der Existenz des Großfürstentums als auch danach zum Anlass genommen worden, Finnland ab 1809 als einen eigenständigen Staat zu betrachten, den mit Russland in erster Linie der gemeinsame Herrscher verbindet.
Diese Auffassung wurde von russischer Seite vor allem während der späten Phase des Großfürstentums bestritten, und auch in der heutigen finnischen Forschung wird davon ausgegangen, dass die Definition des finnischen Status zumindest unklar geblieben ist. Seine Aussage über die Erhebung Finnlands zur Nation hat Alexander offenbar vor allem mit Blick auf die zuvor völlig unselbständige Rolle Finnlands als Teil des schwedischen Reiches gemacht. Der Zar versprach zwar die Aufrechterhaltung der Verfassung, der Begriff der Verfassung war jedoch zur damaligen Zeit sowohl in Schweden als auch und vor allem in Russland kaum scharf umrissen, so dass der Inhalt der Versprechung weitgehend offenblieb.

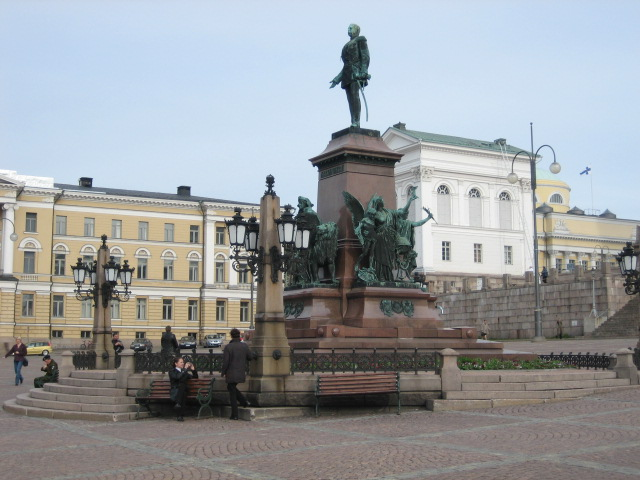
Alexander II. wurde von den Finnen als Freund der finnischen Autonomie schon zu Lebzeiten hoch angesehen. Ihm wurde 1894 eine Statue in der Mitte des Senatsplatzes, der zentralen Stelle Helsinkis, errichtet.

In finnischen akademischen Kreisen setzte sich bald die Auffassung durch, dass die Verfassung Finnlands auf der schwedischen gustavianischen Verfassung von 1772 und 1789 beruhte. Ab 1817 setzte der Zugang zu öffentlichen Ämtern einen Abschluss an der Universität in Turku, später in Helsinki, voraus. Die Auffassung der im Aufbau befindlichen Verwaltung von der finnischen Verfassung wurde also maßgeblich an der einzigen Universität geprägt, und so wurde die Verwaltung auf der Grundlage der schwedischen Verfassungstradition ausgeformt. Die russischen Herrscher enthielten sich einer Konkretisierung des Status Finnlands, bis Alexander II. in der 1869 erlassenen neuen Reichstagsordnung erstmals ausdrücklich auf die Verfassungsdokumente von 1772 und 1789 als Grundlage seiner Rechte in Finnland Bezug nahm.
Der Sonderstatus Finnlands wurde von der russischen Öffentlichkeit mit Skepsis betrachtet. Die verfassungsrechtliche Lage Finnlands wurde in einem zeitgenössischen, wahrscheinlich von dem langjährigen Ministerstaatssekretär für finnische Angelegenheiten, Alexander Armfelt, geprägten, geflügelten Wort bildhaft folgendermaßen beschrieben:

„Die Verfassung Finnlands ist wie die ungesetzliche Beziehung eines verheirateten Mannes, alle kennen sie, alle nehmen sie hin; je weniger darüber gesprochen wird, desto glücklicher leben die Beteiligten miteinander.“

### Debatte über die finnische Verfassung
Nach dem Tod Alexanders II. im Jahr 1882 begann sich die öffentliche Diskussion zuzuspitzen. Vor dem Hintergrund einer allgemein nationalistischen Grundstimmung und angespannter internationaler Lage wurden in der russischen Presse ab 1883 immer heftigere Angriffe auf den finnischen Sonderstatus vorgetragen. Im Gegenzug sorgte 1885 in Finnland vor allem das liberale Helsingfors Dagblad mit der These für Unruhe, Finnland solle sich im Falle eines Krieges für neutral erklären. Das Blatt betonte, Finnland und Russland seien gänzlich verschiedene Staaten, die nur durch die Person des Monarchen miteinander verbunden seien. Der liberale Politiker Leo Mechelin veröffentlichte 1886 in mehreren Sprachen eine Abhandlung zur Verfassung Finnlands, die wiederum von der russischen Presse mit heftiger Polemik aufgenommen wurde. Der russische Staatsrechtler Kesar Filippowitsch Ordin veröffentlichte das Werk Mechelins mit eigenen, das Werk scharf kritisierenden Anmerkungen, und 1888 und 1889 zwei eigene Werke, in denen er Finnland die Staatseigenschaft absprach und das Land stattdessen als eine eroberte Provinz bezeichnete.
Während der öffentliche Druck wuchs, zeigte Zar Alexander III. zunächst wenig Neigung, von der Finnlandpolitik seines Vaters abzuweichen. Dem Geist der Zeit entsprechend gehörte es aber zu den Zielen der Reichsregierung, in praktischen Fragen eine Vereinheitlichung herbeizuführen. Besondere Symbolkraft erlangte 1890 die Frage der Vereinheitlichung des Postwesens, in welcher der finnische Senat aus verfassungsrechtlichen Gründen die Mitwirkung verweigerte. Der Zar entschied die Frage schließlich im Verordnungswege durch das Postmanifest vom 12. Juni 1890. Im folgenden Jahr verkündete Alexander, dass die Position Finnlands offenbar falsch verstanden worden sei, und dass die Unterschiedlichkeit der Gesetze Finnlands und des Reiches Maßnahmen verlange, welche die Bindung Finnlands an das Reich stärken.

### Bobrikow und die erste Russifizierungsperiode

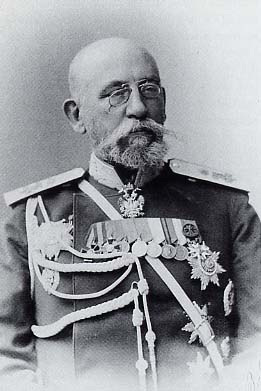
Generalgouverneur Bobrikow war der sichtbarste Protagonist der ersten Russifizierungsperiode und wurde 1904 in Helsinki ermordet.

Nach der Thronbesteigung durch Nikolaus II. 1894 zeigte das offizielle Russland verstärkte Bestrebungen zu einer Vereinheitlichung der Verwaltung. Im Hintergrund stand das Bedürfnis nach einer Straffung der Reichsverwaltung unter dem Druck äußerer Kriegsgefahr und innerer revolutionärer Bewegungen, ebenso wie die dem Geist der Zeit entsprechende großrussische Ideologie. Im Auftrag des Zaren erstellte der Infanteriegeneral Nikolai Iwanowitsch Bobrikow 1898 einen Geheimplan zur Annäherung Finnlands an die Verwaltung Russlands. Am 29. August des Jahres wurde Bobrikow zum Generalgouverneur Finnlands ernannt, anders als alle seine Vorgänger nicht auf Vorschlag des Ministerstaatssekretärs für Finnland, sondern des Kriegsministers.
Am 15. Februar 1899 erließ der Zar im Verordnungswege das sogenannte Februarmanifest, in welchem er neue Verfahrensweisen für den Erlass von solchen Vorschriften verfügte, die auch das Interesse des Gesamtreiches betrafen. Insbesondere sollte die russische Regierung eine zentrale Rolle in der Vorbereitung solcher Gesetze spielen. In der finnischen Öffentlichkeit formierte sich massiver politischer Widerstand gegen das, was vielfach als Auftakt zur Vernichtung der finnischen Autonomie verstanden wurde. Nach Erlass des Manifestes wurden in Finnland innerhalb von zehn Tagen 520.000 Unterschriften unter eine große Petition an den Zaren gesammelt, die dieser jedoch nicht entgegennahm.
Die Frage der richtigen Strategie zur Verteidigung der Autonomie spaltete die finnische politische Landschaft. Die Anhänger der Schwedischen Partei sowie die Jungfinnische Partei stellten sich auf einen streng konstitutionalistischen Standpunkt und lehnten jedes Zugeständnis an den Zaren ab. Der Angriff auf die Autonomie müsse durch passiven Widerstand und Beharren auf der Verfassung abgewehrt werden. Demgegenüber vertrat die Finnische Partei eine Politik der Nachgiebigkeit, welche die Bestrebungen der russischen Seite durch Bekräftigung der finnischen Loyalität in Grenzen halten wollte.
Generalgouverneur Bobrikow, dem 1903 durch die sogenannte Diktaturverordnung weitgehende Herrschaftsrechte eingeräumt wurden, ergriff verschiedene Maßnahmen, um den an vielen Stellen, insbesondere in der Wehrpflichtfrage, auftretenden passiven Widerstand zu brechen. Zahlreiche Zeitungen wurden verboten, die Versammlungsfreiheit eingeschränkt und Beamte und Richter entlassen. Die Repressionen führten schließlich zu einer Radikalisierung mancher Konstitutionalisten, die sich nicht mehr auf passiven Widerstand beschränken wollten. Ende 1903 wurde zur Organisation des aktiven Widerstands die Aktivistische Widerstandspartei Finnlands gegründet, die später auch die Unabhängigkeit Finnlands auf ihre Fahnen schrieb. Auch in akademischen Kreisen wurde, unabhängig von der Partei, von manchen Kreisen der Schritt zum Aktivismus vollzogen. Am 16. Juni 1904 betrat der Hilfkämmerer der Schulverwaltung, Eugen Schauman, das Senatshaus und erschoss dort zunächst Gouverneur Bobrikow und sodann sich selbst.
Das Februarmanifest wurde am 4. November 1905 in der Folge der revolutionären Ereignisse des Jahres und des Generalstreiks ebenso aufgehoben wie die auf seiner Grundlage erlassenen Gesetze. So endete eine Periode, die in Finnland als die erste Unterdrückungsperiode oder als die Frostjahre bezeichnet wird.

### Stolypin und die zweite Russifizierungsperiode
Bald begannen konservative Kreise in Russland wieder die Oberhand zu gewinnen und die in Finnland so genannte Zweite Unterdrückungsperiode einzuleiten. Der neue Ministerpräsident Pjotr Arkadjewitsch Stolypin leitete ein entschlossenes Programm ein, das einerseits auf die Niederschlagung der revolutionären Gruppen, andererseits auf tiefgreifende wirtschaftliche Reformen zielte. Die der straffen Zentralregierung im Wege stehende Autonomie Finnlands war ihm dabei ein Dorn im Auge. 1908 unterzeichnete Nikolaus II. auf Betreiben Stolypins einen Beschluss, der die Vorschriften des Februarmanifests zum Gesetzgebungsverfahren wieder in Kraft setzte. 1910 beschloss die Duma ein Gesetz, nach dem Finnland Vertreter in das russische Reichsparlament zu entsenden habe.
Das finnische Parlament stellte sich den Russifizierungsbemühungen konsequent entgegen. Insbesondere der Jungfinne Pehr Evind Svinhufvud, der bis 1912 durchgehend Präsident des Parlaments war, wurde zur Leitfigur des konstitutionalistischen Widerstandes. 1914 wurde er nach Sibirien verbannt. Auch die Finnische Partei unter ihrem neuen Führer Johan Richard Danielson-Kalmari hatte sich inzwischen der konstitutionalistischen Front angeschlossen. Das Parlament wurde immer wieder aufgelöst und neu gewählt, ohne dass sich die Mehrheitsverhältnisse entscheidend geändert hätten. Nachdem auch die Senatoren sich dem Protest angeschlossen hatten, wurde 1909 ein russischer Senat unter Wladimir Markow eingesetzt. Die zweite Russifizierungsphase dauerte bis zum Ausbruch des Ersten Weltkrieges an und wurde ab Kriegsbeginn von einem weitgehenden Stillstand der finnischen Politik abgelöst.

### Auflösung des Großfürstentums
Die gegensätzlichen Interpretationen der finnischen Verfassung stießen ein letztes Mal aufeinander, als Zar Nikolaus II. am 15. März 1917 als Folge der Februarrevolution auf den Thron verzichtete. Am 20. März stellte die provisorische Regierung Russlands die unter Nikolaus II. beschränkten autonomen Rechte Finnlands wieder her und beendete damit die „zweite Unterdrückungsperiode“. Die Abdankung des Zaren hatte aber nach finnischer Auffassung einschneidende Auswirkungen auf den Status Finnlands. Nach dieser Ansicht war die Bindung Finnlands an das Russische Reich allein durch die Person des Monarchen vermittelt. Die Frage, wer dessen Machtbefugnisse nunmehr ausüben solle, führte einerseits zum Konflikt mit der provisorischen Regierung, die diese Befugnisse für sich beanspruchte, andererseits zu einer inneren Spaltung Finnlands, die im Januar 1918 im finnischen Bürgerkrieg kulminieren sollten. Die Oktoberrevolution beschleunigte schließlich den Vorgang der Abspaltung Finnlands von Russland. Am 6. Dezember 1917 erklärte das finnische Parlament das Land für unabhängig. Die Unabhängigkeit wurde von Russlands neuer bolschewistischer Regierung am 4. Januar 1918 anerkannt. Als letzte Reminiszenz des aufgelösten Großfürstentums wurde am 28. Juni 1918 der letzte Ministerstaatssekretär für finnische Angelegenheiten, Carl Enckell, abberufen und das Amt aufgelöst.

## Streitkräfte und Kriegsbeteiligung
Während der Zeit des Großfürstentums wurde Finnland von unmittelbaren Kriegshandlungen mit Ausnahme der Zerstörungen während des Krimkrieges weitgehend verschont. Die Verteidigung Finnlands lastete hauptsächlich auf russischen Armeeeinheiten. Die finnischen Streitkräfte waren nie organisatorisch in die Kaiserlich Russische Armee eingegliedert und wurden mehrfach umorganisiert. Die Finnische Garde erwarb sich Respekt bei Einsätzen in russischen Kriegen außerhalb Finnlands. Der Streit um die allgemeine Wehrpflicht führte schließlich 1905 zur völligen Abschaffung der finnischen Streitkräfte.

### Neuordnung der Streitkräfte und Krimkrieg
Die auf dem schwedischen Einteilungswerk beruhenden Streitkräfte in Finnland wurden 1810 aufgelöst. Die bisher zur Abstellung jeweils eines Soldaten verpflichteten Rotten hatten stattdessen eine Jahresgebühr zu entrichten. Mit den so gewonnenen Mitteln wurden 1812 sechs Söldnerbataillone gebildet, deren vornehmliche Aufgabe die Verteidigung Finnlands sein sollte. 1818 wurde ein sogenanntes Lehrbataillon gegründet, das 1829 als Finnische Scharfschützen der Leibgarde zu einer Einheit der kaiserlichen Garde aufgewertet wurde. Diese in fünf Kompanien mit je 100 Mann aufgeteilte sogenannte Finnische Garde nahm 1831 an der Niederschlagung des polnischen Novemberaufstandes teil.
Abgesehen von der Finnischen Garde wurden die Söldnerbataillone 1830 aufgelöst. Stattdessen wurde im selben Jahr eine aus acht Kompanien bestehende landgebundene Marineeinheit gebildet. Die Hauptverantwortung für die Verteidigung Finnlands lag jedoch bei den in Finnland stationierten russischen Infanterieeinheiten und Befestigungen, die insgesamt mit etwa 12.000 Soldaten besetzt waren.

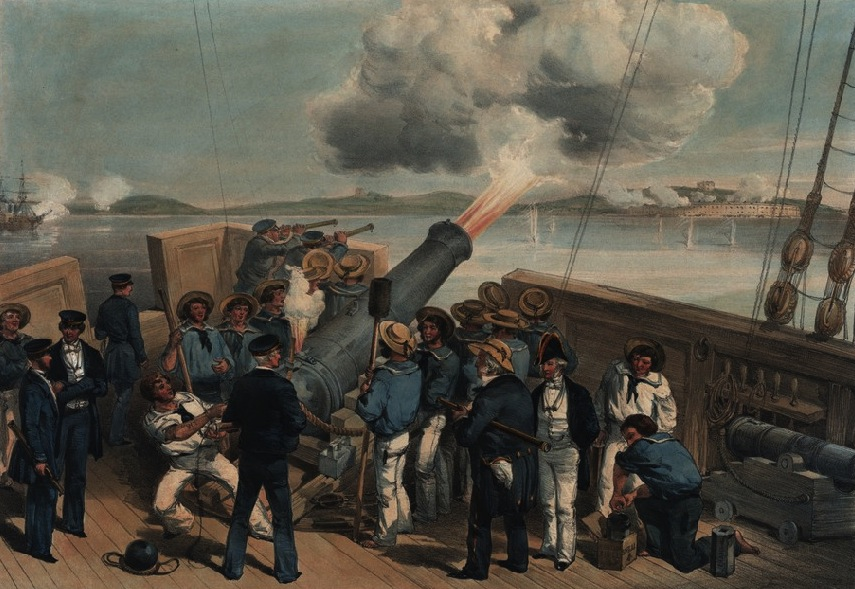
Die zweitägige Bombardierung der Festung Sveaborg, hier in einer zeitgenössischen Darstellung, war der Schlusspunkt des Krimkrieges in Finnland.

Während des Krimkrieges wurden die finnischen Gewässer und Küsten zum Kriegsschauplatz. Nach Eintritt der Westmächte in den Krieg segelte die Flotte Großbritanniens im März 1854 in die Ostsee mit dem Befehl, alle dem russischen Zaren unterstehenden oder sich auf seinem Gebiet befindlichen Schiffe zu kapern. Finnland verlor in der Folge nahezu seine gesamte Handelsflotte. Die britische und die französische Flotte bedrohten auch die Küsten. Die finnische Verteidigung wurde unter anderem dadurch gestärkt, dass ab 1854 das Einteilungswesen zur Rekrutierung von Soldaten wieder in Gebrauch genommen wurde. Auf diese Weise entstanden neun Bataillone mit einer Gesamtstärke von bis zu 10.711 Mann. Die russischen Truppen im Land wurden während des Krieges auf etwa 70.000 Mann verstärkt.
Während des Frühjahrs 1854 griff die britische Flotte verschiedene Orte an der Küste an und richtete große Schäden an. Am 7. Juni unternahm sie einen Landungsversuch in Kokkola. Der Angriff wurde jedoch durch Bewohner des Ortes, die zu den Waffen gegriffen hatten, zurückgeschlagen. Die Anführer des Widerstandes, der Händler Anders Donner und der Bauer Mats Gustafsson Kankkonen wurden zu Ehren dieses Sieges mit Büsten im kaiserlichen Palast zu Helsinki gewürdigt. Am 8. August landeten französische Truppen auf Åland. Nach achttägiger Belagerung und Bombardierung ergab sich die Besatzung der Festung Bomarsund den Angreifern und wurde vollständig zerstört. Nach dem Krieg wurde die Demilitarisierung Ålands vereinbart.
Im Sommer 1855 erschienen die Briten und Franzosen erneut an der finnischen Küste. Im Juni zerstörten sie die Festung Fort Slava vor Kotka, im Juli die Festung Svartholm vor Loviisa. In letzterem Angriff verbrannte auch die Stadt zum größten Teil. Mehrere andere Küstenstädte wurden bombardiert. Ab dem 9. August beschossen die Angreifer 46 Stunden lang die Festung Sveaborg vor Helsinki, die dabei schwer beschädigt, aber nicht eingenommen wurde. Die Hauptstadt selbst blieb von dem Beschuss verschont. Es war die letzte Kriegshandlung in Finnland.

### Die Wehrpflichtfrage und Auflösung der Streitkräfte
Die wegen des Krieges geschaffenen finnischen Streitkräfte wurden nach dem Krieg teilweise demobilisiert. Die nach dem Einteilungssystem rekrutierten Truppen, die sich als ineffektiv erwiesen hatten, wurden 1867 ganz aufgelöst. Stattdessen diskutierte man in Finnland wie in Russland schon seit den frühen Sechzigerjahren über die Einführung einer allgemeinen Wehrpflicht. Die öffentliche Meinung in Russland drängte auf eine Beseitigung der Bevorzugung Finnlands in der Verteidigungsfrage. Die Wehrpflicht bekam in Finnland Unterstützung sowohl von Fennomanen, die erwarteten, dass eine Wehrpflichtarmee finnischsprachig wäre, als auch von liberalen Kreisen, die den Gedanken einer gesonderten Soldatenklasse ablehnten. Gerade die demokratische Natur einer Wehrpflichtarmee rief in Russland aber auch gewichtige Bedenken hervor.
Die sich zuspitzende internationale Situation im Vorfeld des Russisch-Türkischen Krieges führte schließlich 1874 zum Erlass des Wehrpflichtgesetzes, das aber Finnland noch nicht betraf. Erst 1878, nach Ausbruch des russisch-türkischen Krieges, verabschiedete der finnische Reichstag die Wehrpflicht für Finnland, die 1881 in Kraft trat. Es wurden acht neue Scharfschützenbataillone gebildet. Die Finnische Garde, die sich am türkischen Krieg wirkungsvoll beteiligt hatte und dafür in den Rang einer Alten Garde erhoben worden war, wurde sukzessive mit Wehrpflichtigen besetzt. Die Marineeinheiten wurden aufgelöst. Die neuen finnischen Streitkräfte blieben organisatorisch von denen des Reiches getrennt und durften nicht außerhalb Finnlands eingesetzt werden, was in Russland heftige Kritik auslöste.
Im Zuge der ersten Russifizierungsperiode strebte die russische Regierung nach einer Eingliederung der finnischen Verteidigung in die Streitkräfte des Reiches. Nachdem der Reichstag 1899 keine die Regierung zufriedenstellende Regelung verabschiedet hatte, unterzeichnete Zar Nikolaus II. 1901 ein neues Wehrpflichtgesetz, das die Finnen der allgemeinen Wehrpflicht in der Armee des Reiches unterwarf. Die bisherigen finnischen Einheiten wurden mit Ausnahme der Finnischen Garde aufgelöst. Die finnischen Konstitutionalisten sahen dies als Verletzung der verfassungsmäßigen Rechte Finnlands an und organisierten passiven Widerstand. Bis zu den ersten Einberufungen im Jahr 1902 hatte die zu diesem Zweck gegründete Geheimorganisation Kagal (schwedisch Kagalen, finnisch Kagaali) effektive Propaganda geleistet, und zahlreiche Pfarrer weigerten sich, das Wehrpflichtgesetz in der Kirche zu verlesen – die seinerzeit übliche Methode der Verkündung von Gesetzen. Ein Großteil der Wehrpflichtigen leistete der Einberufung nicht Folge, und am Tag der Einberufung am 18. April 1902 kam es in Helsinki zu gewaltsamen Demonstrationen. In den beiden Folgejahren wurden weitere Einberufungen vorgenommen, die auf geringeren Widerstand stießen, aber zahlenmäßig auch eher Symbolwert hatten.
Als Konsequenz des Wehrpflichtigenstreiks vereinbarte der Zar 1905 mit dem finnischen Senat, dass das Wehrpflichtgesetz vorläufig nicht umgesetzt werde. Stattdessen entrichtete Finnland eine jährliche finanzielle Entschädigung für die Militärkosten des Reiches. Die Finnische Garde wurde im selben Jahr aufgelöst und damit die Existenz jeglicher finnischer Streitkräfte beendet. Bei diesem Zustand blieb es bis zum Ende des Großfürstentums. Dies bedeutete insbesondere, dass finnische Soldaten – von einigen Freiwilligen abgesehen – weder am Japankrieg 1904/05 noch am Ersten Weltkrieg teilnahmen. Dagegen ließ sich eine Gruppe finnischer Freiwilliger, die sogenannten Finnischen Jäger ab 1915 in der deutschen Armee ausbilden und kämpfte auch auf deutscher Seite im Krieg.

## Wirtschaft und Sozialstruktur
Die Wirtschaft Finnlands blieb während der gesamten Zeit des Großfürstentums landwirtschaftlich geprägt. Der Landbesitz war unter der finnischen Landbevölkerung breit verteilt. Das rasche Wachstum der Bevölkerung ließ jedoch den Anteil der nichtbesitzenden Bevölkerung ansteigen und führte zu sozialen Spannungen. Die spät einsetzende Industrialisierung wurde insbesondere von der holzverarbeitenden Industrie getragen. Der Aufstieg der finnischen Industrie wurde ermöglicht oder erleichtert durch die Schaffung von Wasser- und Schienenwegen sowie einer stabilen eigenen Währung.

### Landwirtschaft

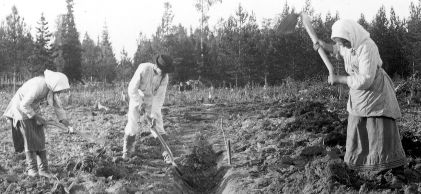
Kleinpachtbauern verrichteten neben der Bewirtschaftung der eigenen Felder Arbeit auf den Feldern des Grundbesitzers. Ihre Rechtsstellung wurde zu einer der großen Streitfragen des späten Großfürstentums.

Die Bevölkerung Finnlands unter Einrechnung Altfinnlands um 1810 wird auf 1.070.000 geschätzt. Bis 1870 wuchs die Bevölkerung auf 1.770.000. Das Wachstum konzentrierte sich während dieser Zeit auf die Landbevölkerung, deren gesellschaftliche Struktur hierdurch stark verändert wurde. Während zu Beginn des Jahrhunderts die Mehrheit der Landbevölkerung aus Land besitzenden selbständigen Bauern bestand, überwog am Ende des Jahrhunderts die landlose Bevölkerung, deren Verarmung soziale Spannungen hervorrief. Die ärmste Schicht wurde gebildet durch die nicht landgebundene Arbeiterschaft, bestehend aus Tagelöhnern, Knechten und Mägden. Deren Anteil stieg von rund 10 % auf 15–20 % im Jahr 1875, aber bereits auf 40 % zum Jahrhundertwechsel. Die durch diese Entwicklung beschriebene Verarmung großer Teile der Landbevölkerung konnte durch die sich nur zögernd entwickelnde Industrialisierung nicht aufgefangen werden. Dies veranlasste zwischen 1870 und 1914 insgesamt 300.000 Menschen zur Auswanderung nach Amerika, die meisten von ihnen aus der Provinz Österbotten.
Eine Zwischenstellung nahmen die Kleinpachtbauern (torpparit) ein, die auf dem Land eines selbständigen Bauern einen eigenen kleinen landwirtschaftlichen Betrieb führten, oft auf von ihnen selbst gerodetem Land. Als Pacht mussten sie Arbeiten auf dem Hof des Verpächters verrichten, was in den arbeitsreichen Jahreszeiten oft dazu führte, dass sie ihren eigenen Hof in der Nacht bewirtschaften mussten. Die Pachtbedingungen waren oft nicht eindeutig festgelegt, und einseitige Änderungen der Bedingungen ebenso wie Kündigungen der Pachtverträge waren jederzeit zu befürchten. Obwohl die Kleinpachtbauern in der Regel wirtschaftlich deutlich besser gestellt waren als die reine Arbeiterschaft, entwickelte sich die Frage nach ihrer Rechtsstellung nach der Jahrhundertwende zu einer der brennendsten sozialpolitischen Fragen Finnlands.
Die Landwirtschaft Finnlands war in der Mitte des 19. Jahrhunderts nicht in der Lage, mit dem Bevölkerungswachstum Schritt zu halten. Nach dem Krimkrieg musste regelmäßig ein Teil des notwendigen Getreides importiert werden. In den Sechzigerjahren kam es zu mehreren Ernteausfällen, in deren Folge die Getreidevorräte aufgebraucht wurden und die Staatsfinanzen in eine Krise gerieten. Im Jahr 1867 führte schließlich ein außergewöhnlich kalter Sommer – das Eis auf den Seen Südfinnlands schmolz erst Mitte Juni – zu einem nahezu völligen Ernteausfall. Die Beschaffung von Getreide aus dem Ausland wurde durch die angespannten Staatsfinanzen erschwert, und der Transport des Getreides auf den kaum entwickelten Verkehrswegen verursachte große Schwierigkeiten. Die Folge war eine Hungerkatastrophe in den Jahren 1867 und 1868: In den „großen Hungerjahren“ verlor Finnland rund 6 % seiner Bevölkerung.

### Industrialisierung

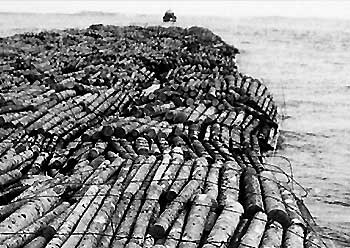
Die Hölzer für die Sägewerke wurden aus den Wäldern des Binnenlandes über die Seen und Flüsse an die Küsten geflößt.

Eine nennenswerte Industrialisierung kam in Finnland bis in die Sechzigerjahre des 19. Jahrhunderts nicht in Gang. Während zu Beginn des Großfürstentums rund 90 % der Bevölkerung ihren Lebensunterhalt in der Landwirtschaft verdiente, sank der Anteil bis 1865 nur auf 88 %. Ab den Sechzigerjahren beschleunigte sich das Bevölkerungswachstum weiter, bis 1914 hatte Finnland rund drei Millionen Einwohner. Der Anteil der Stadtbevölkerung stieg in dieser Zeit von 6 % auf 20 %, und in ähnlichem Maße stieg der Anteil des Industriesektors an der finnischen Wirtschaft.
Das Zugpferd der Industrialisierung Finnlands war die holzverarbeitende Industrie. Die letzten gesetzlichen Beschränkungen des Betriebs von Sägewerken wurden 1861 aufgehoben und in der Folge zahlreiche Dampfsägewerke gegründet, besonders nach dem deutlichen Anstieg der Preise Anfang der Siebzigerjahre. Schwerpunkt der Entwicklung waren die Küstengebiete, von denen aus das Sägegut nach Westeuropa verschifft wurde. Ab den Achtzigerjahren, besonders aber nach dem Jahrhundertwechsel gewann auch die Papierherstellung an Bedeutung.
Andere Industriezweige bedienten vornehmlich den finnischen Binnenmarkt und entwickelten ihr eigentliches Wachstum in den Achtzigerjahren, teilweise auch erst später. Um die Jahrhundertwende stieg dabei die Stadt Tampere zum unangefochtenen Industriezentrum Finnlands auf. Begünstigt durch die Wasserkraft der Stromschnelle Tammerkoski und die direkte Bahnanbindung an Helsinki und Sankt Petersburg siedelten sich hier zahlreiche Fabriken der Textilindustrie, aber auch der Metallindustrie an. Die Einwohnerzahl Tamperes verdoppelte sich zwischen 1891 und 1904 von 20.500 auf 40.261.

### Geld- und Bankwesen

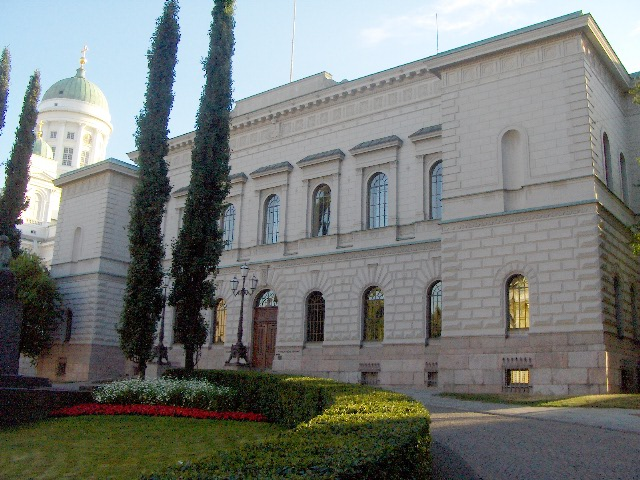
Das Gebäude der Bank Finnlands in Helsinki wurde von Architekt Ludwig Bohnstedt geplant und 1876–1883 errichtet.

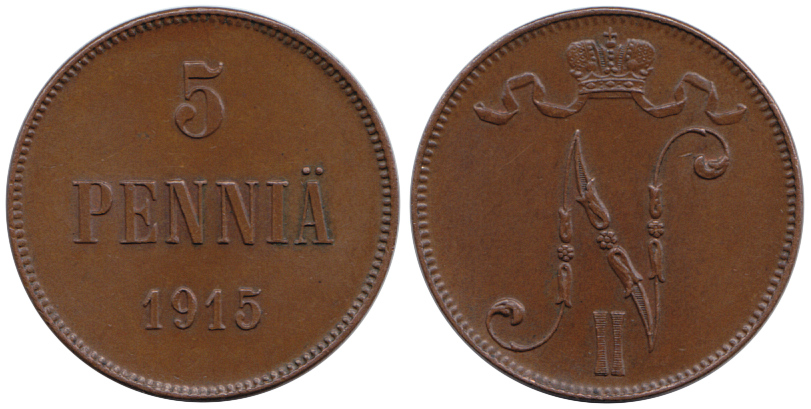
5-Penny-Münze, 1915.

Nach der Ablösung Finnlands von Schweden 1809 wurde der Rubel die offizielle Währung Finnlands. Als Ausdruck der fortbestehenden engen wirtschaftlichen Bindungen zu Schweden blieb aber auch der schwedische Reichstaler noch bis 1840 gesetzliches Zahlungsmittel. In der Folge des Krimkrieges wurde der Rubel so instabil, dass die Währung mehrmals vom Silberstandard gelöst werden musste. 1860 erhielt Finnland die Erlaubnis, eine eigene Währung in Gebrauch zu nehmen. Die Einführung der Finnischen Mark war zunächst rein nomineller Natur, da das im Wert stark schwankende russische Papiergeld weiterhin gesetzliches Zahlungsmittel blieb. Der für Finanzen zuständige Senator Johan Vilhelm Snellman leistete ab 1864 bei den russischen Regierungsbehörden beharrliche Überzeugungsarbeit, in deren Folge Zar Alexander II. am 4. November 1865 das sogenannte Währungsmanifest unterzeichnete. Die Silbermark wurde zum einzigen gesetzlichen Zahlungsmittel im Großherzogtum Finnland erklärt. Zwar blieb auch der Silberrubel gültig, aber das instabile russische Papiergeld musste nicht mehr angenommen werden.
Die finnische Zentralbank wurde bereits 1811 unter dem Namen „Wechsel-, Kredit- und Depositionskontor im Großfürstenland Finnland“ gegründet und 1840 in Bank Finnlands (Suomen Pankki) umbenannt. Die zunächst wenig bedeutsamen Aufgaben der Bank wurden nach und nach erweitert. So erhielt die Bank 1840 das Recht zur Ausgabe von Banknoten. 1865 wurde der Bank die Kontrolle über die vom Rubel gelöste Finnische Mark übertragen. Die Bank Finnlands stand ihrerseits unter Aufsicht der finnischen Stände, auch in der Periode, in welcher der Reichstag nicht einberufen wurde. Die Gründung von Geschäftsbanken kam nach der Beseitigung der gesetzlichen Hemmnisse durch Alexander II. ab den 1860er Jahren in Gang. Als erste Geschäftsbank wurde 1861 die Suomen Yhdys-Pankki gegründet, gefolgt von zahlreichen anderen. Die so geschaffenen Möglichkeiten zur Kapitalbeschaffung über Kredite schuf eine der Grundvoraussetzungen für die Industrialisierung.

### Verkehr
Die Verkehrsverbindungen innerhalb Finnlands waren am Anfang des 19. Jahrhunderts noch gänzlich unentwickelt. Die Landstraßen wurden bei Regenwetter tief und mühsam befahrbar und im Winter oftmals gänzlich unpassierbar. Der Ausbau der Verkehrswege stellte eine Grundvoraussetzung für den wirtschaftlichen und industriellen Aufschwung der jeweiligen Gebiete dar. Erhebliche Bedeutung für die Anbindung Ostfinnlands an das Meer und an die russischen Märkte hatte der Bau des Saimaa-Kanals, der das weitgefächerte Seengebiet um den See Saimaa mit der Stadt Viipuri und dem Finnischen Meerbusen verband. Der Bau des Kanals begann 1845, die Einweihung erfolgte 1856.
Zum Erneuerungsprogramm Alexanders II. gehörte der Bau von Eisenbahnen. Auf seinen Befehl wurde in Finnland die erste, 1862 eröffnete Bahnstrecke von Helsinki nach Hämeenlinna gebaut. In den Jahren 1868 bis 1870 entstand die Strecke von Riihimäki nach Sankt Petersburg. Über die Spurweite dieser Strecke war politischer Streit entflammt, schließlich wurde das finnische Bahnnetz aber mit der russischen Breitspur gebaut, welche breiter ist als die im europäischen Netz übliche Normalspur. In den 1870er Jahren wurde die Strecke von Hämeenlinna bis Tampere verlängert, bis 1903 wurde sie durch Österbotten bis Tornio weitergeführt. Weitere Hauptstrecken entstanden in die Provinz Savo von Kouvola nach Iisalmi und nach Nordkarelien von Viipuri nach Joensuu. Bis 1914 wurden diese Hauptstrecken weiter verlängert, die Österbottenlinie von Kemi nach Rovaniemi, die Savolinie von Iisalmi nach Kajaani und die Karelienlinie von Joensuu nach Nurmes. Während des Ersten Weltkrieges wurde schließlich noch Karelien direkt mit Österbotten verbunden. Bis zum Ende des Großfürstentums war damit der überwiegende Teil der heute bestehenden Bahnstrecken fertiggestellt.

## Sprache

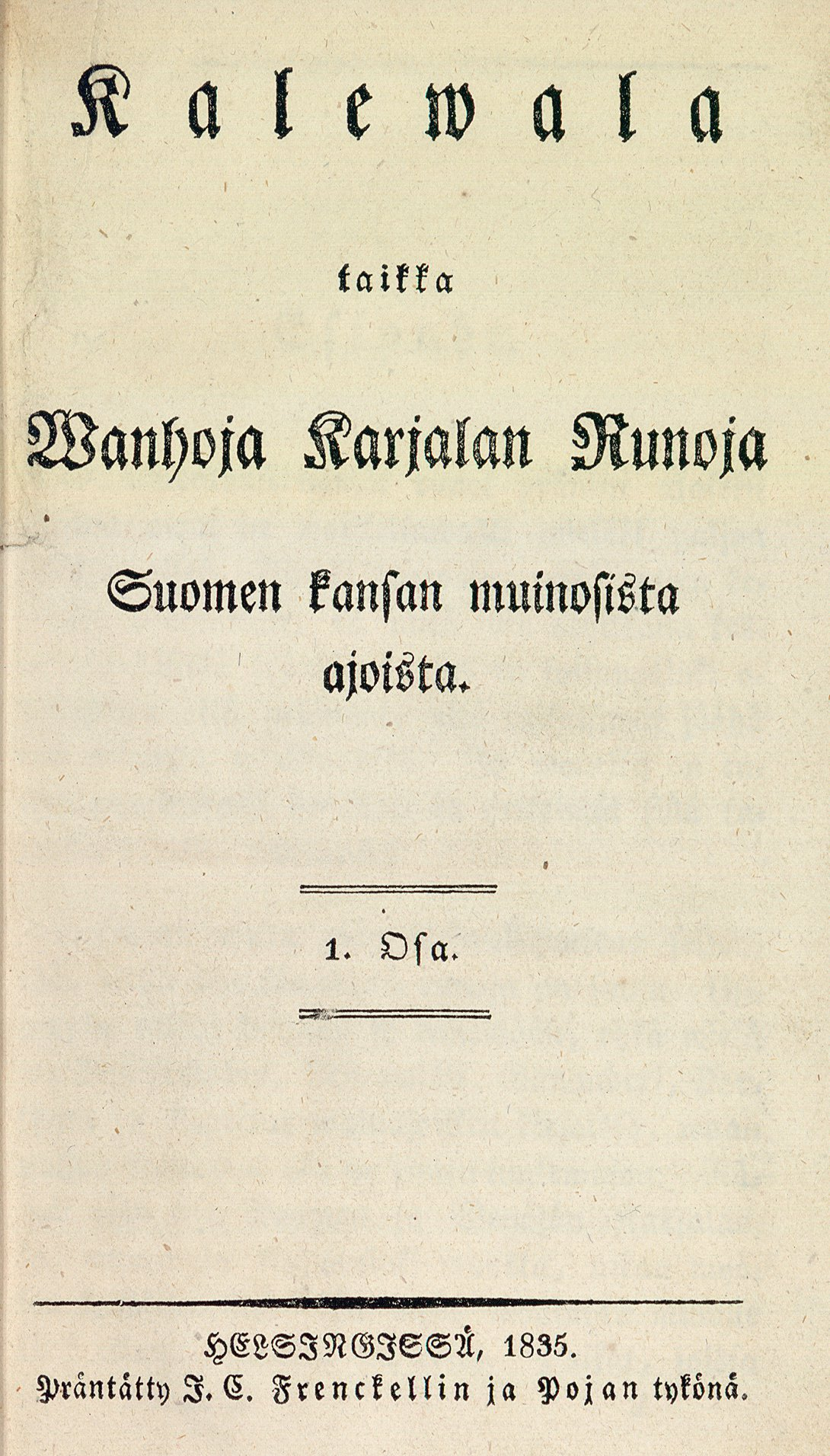
Die Veröffentlichung der Runensammlung Kalevala war ein Meilenstein auf dem Weg der finnischen Sprache zur Kultursprache.

Das Schwedische bewahrte sich seine Position als Amts- und Verwaltungssprache auch unter der russischen Krone. Das entstehende finnische Nationalbewusstsein brachte aber auch die Sprachenfrage in den Vordergrund. Sie sollte eine der wichtigsten politischen Fragen der Zeit des Großfürstentums bilden. Wichtige Protagonisten der Nationalbewegung wie Johan Ludvig Runeberg und Zacharias Topelius vertraten mit Nachdruck die Notwendigkeit der Entwicklung der von der Bevölkerungsmehrheit gesprochenen finnischen Sprache und ihrer Etablierung als Kultur- und Amtssprache. Elias Lönnrots Runensammlung Kalevala und Aleksis Kivis Roman Die Sieben Brüder brachten der bisher geringgeschätzten finnischen Sprache und Kultur Respekt ein.
Die russische Sprache erreichte auch in der Zeit der russischen Herrschaft zu keinem Zeitpunkt einen wesentlichen Stellenwert, wenn auch seit dem Jahr 1818 von allen Amtsinhabern ein Zeugnis über die russische Sprachkenntnis verlangt wurde.
Diese Anforderung wurde für Pfarrer im Jahr 1824 aufgehoben. Von ihnen wurde stattdessen in Gemeinden mit finnischsprachiger Bevölkerung finnische Sprachkenntnis verlangt.
Im Jahr 1828 wurde an der Universität das Amt des Lektors der finnischen Sprache und 1850 der Lehrstuhl für finnische Sprache und Literatur begründet. Die erste finnischsprachige Dissertation wurde 1858 veröffentlicht. Im selben Jahr wurde in Jyväskylä das erste Gymnasium gegründet, dessen Unterrichtssprache Finnisch war.
Der Streit um die Stellung der schwedischen und der finnischen Sprache gehörte zu den prägenden politischen Themen im Finnland des 19. Jahrhunderts. Die Bestrebungen zur Verbesserung der Stellung der finnischen Sprache und der sprachlichen Rechte der Finnischsprachigen führten in den Vierzigerjahren zur Entstehung der Fennomanie als ideeller Bewegung. Während liberale Fennomanen wie Elias Lönnrot und Zacharias Topelius eine Zweisprachigkeit des Landes anstrebten, wollten vor allem die ab 1863 um Yrjö Koskinen formierten jüngeren Fennomanen Finnisch unter Verdrängung des Schwedischen als einzige Kultur- und Amtssprache Finnlands etablieren.
Als Gegenreaktion zu den Fennomanen bildete sich eine die Stellung der schwedischen Sprache verteidigende Bewegung, die Svekomanen.
Im Jahr 1863 erzielten die Fennomanen einen Durchbruch, als Zar Alexander II. eine Verordnung unterzeichnete, nach welchem Finnisch innerhalb von 20 Jahren gleichberechtigte Amts- und Gerichtssprache werden sollte. Aufgrund des politischen Widerstandes dauerte es aber noch bis 1902, bis Finnisch tatsächlich gleichberechtigte Amtssprache wurde. Dieser Vorgang wurde überlagert von den Auswirkungen des im Jahr 1900 erlassenen Sprachmanifestes, durch welches im Zuge der angestrebten Russifizierung der finnischen Verwaltung die russische Sprache unter anderem als Sprache des Senats festgelegt wurde. In der Praxis blieben jedoch Schwedisch und Finnisch die im Senat verwendeten Sprachen, während die Protokolle und Beschlüsse lediglich ins Russische übersetzt wurden. Das Sprachmanifest wurde nach dem vorläufigen Ende der Russifizierungsbestrebungen im Jahr 1906 wieder aufgehoben.

## Religion

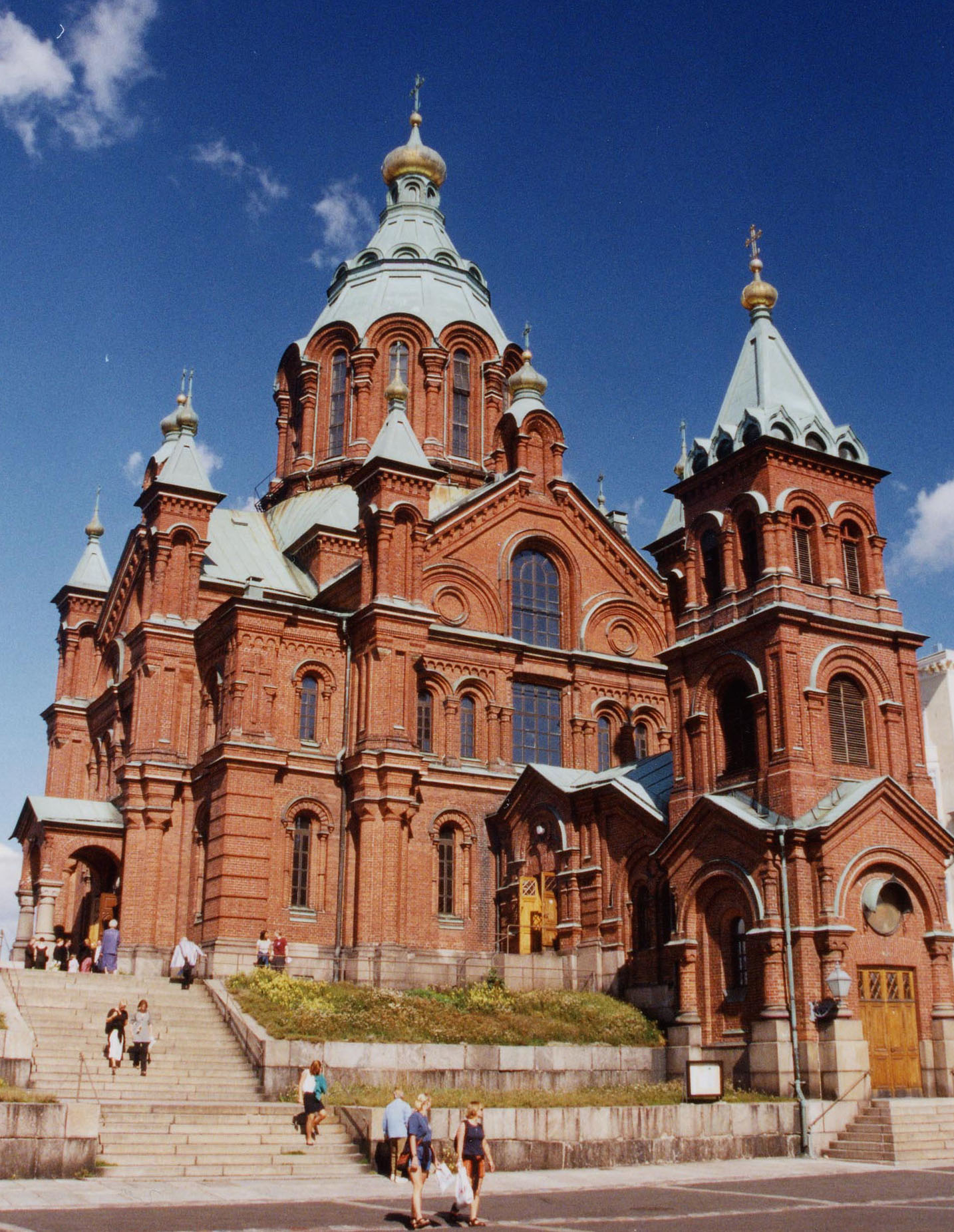
Die Uspenski-Kathedrale in Helsinki ist das bedeutendste Beispiel für die Förderung der orthodoxen Kirchenbauten in der Zeit des Großfürstentums.

Seit der Regierungszeit von Gustav I. Wasa war der evangelisch-lutherische Glaube die Staatsreligion Schwedens. Entsprechend den Zusicherungen Alexanders I. in seinem Throneid wurde diese Religion den Finnen belassen. Die Befugnisse des schwedischen Königs gingen auf den Zaren über, was dazu führte, dass das Oberhaupt der lutherischen Kirche Finnlands selbst orthodoxen Glaubens war, bis der Kirche 1869 durch das Kirchengesetz eine weitgehende Selbstverwaltung eingeräumt wurde, die im Wesentlichen bis heute gilt. Ursprünglich bestanden zwei Bistümer, das finnische Stammbistum Turku, das 1817 Erzbistum wurde, und das Bistum Porvoo, dem man auch die Gemeinden Altfinnlands zuschlug. Im Jahr 1850 wurde für Nordfinnland ein neues Bistum gegründet, das zunächst in Kuopio entstand und später nach Oulu verlegt wurde. 1897 wurde ein viertes Bistum in Savonlinna gegründet.
Die russischen Herrscher förderten auch die orthodoxe Kirche in Finnland. Zu dieser Zeit entstanden zahlreiche orthodoxe Kirchenbauten, etwa 1869 die Uspenski-Kathedrale in Helsinki, das größte orthodoxe Sakralgebäude in der westlichen Welt. Mit dem Zuzug von russischen Beamten und Militärs bildeten sich auch orthodoxe Gemeinden in den Großstädten des Landes. Nachdem die Orthodoxen Finnlands zunächst dem Metropoliten von Sankt Petersburg unterstanden, wurde 1892 das eigenständige orthodoxe Bistum Finnland gegründet.
Erheblichen gesellschaftlichen Einfluss gewannen ab dem frühen 19. Jahrhundert die verschiedenen Erweckungsbewegungen, die ihren Hintergrund im Pietismus hatten. Hauptbotschaft der Erweckten, die sich trotz kirchlichen Verbots zu Gebetsstunden außerhalb der Gottesdienste trafen und Bibelvereine gründeten, war eine streng moralische Lebensweise. Zu den zentralen Protagonisten dieser insgesamt vielgestaltigen Bewegungen zählte Paavo Ruotsalainen, der von seinem Heimatort Nilsiä aus meist zu Fuß weite Predigerreisen vornahm. Wie viele andere Bewegungen musste auch Ruotsalainen Repressalien der Kirche und der Staatsgewalt hinnehmen, da man die spontan gebildeten Bewegungen als mögliche Unruheherde im Verdacht hatte.